# Camino de Santiago

Señalización del Camino

Camino de Santiago es la denominación que tiene un conjunto de rutas de peregrinación cristiana de origen medieval que se dirigen a la tumba de Santiago el Mayor, situada en la catedral de Santiago de Compostela (Galicia, España). Históricamente se ha conocido como «Camino de Santiago» (hoy denominado «Camino de Santiago francés») al itinerario principal que, partiendo de los Pirineos occidentales, recorre España hasta llegar a la ciudad gallega; no obstante, actualmente el término se utiliza para referirse a todas las rutas jacobeas existentes. Se trata de un «camino sembrado de numerosas manifestaciones de fervor, de arrepentimiento, de hospitalidad, de arte y de cultura, que nos habla de manera elocuente de las raíces espirituales del Viejo Continente».
Santiago el Mayor fue uno de los principales apóstoles de Jesucristo y el primero de ellos en morir martirizado. La tradición cristiana indica que su cadáver fue trasladado a Hispania y depositado en una tumba situada en Gallaecia. Esta fue descubierta sobre el año 820 entre los restos de un asentamiento romano abandonado y sobre ella se construyó un templo que fue ampliado en los siglos siguientes hasta convertirse en la actual catedral.
El culto al apóstol se extendió pronto entre los cristianos peninsulares y fue proclamado por Alfonso II como patrón del reino de Asturias, consideración que mantuvo en las entidades políticas que le sucedieron. Igualmente, surgió la costumbre entre sus ejércitos de invocar su nombre antes de entrar en batalla.
La jacobea fue la última en aparecer dentro de las tres grandes peregrinaciones cristianas. Un número creciente de personas la realizó durante la Edad Media por motivos de fe, al considerar que los restos del apóstol tenían una capacidad de intercesión ante Dios. Su popularidad se extendió entre los reinos europeos occidentales y gozó del apoyo tanto de las autoridades eclesiásticas y civiles como de personas particulares, quienes se implicaron en la creación de una infraestructura que ofreciese a los peregrinos alojamiento y asistencia. Las autoridades, además, dictaron normas jurídicas para protegerlos mientras hacían su viaje. Durante su historia, ha experimentado dos grandes crisis: la primera fue en el siglo XVI debido a la tipología de quienes recorrían las rutas jacobeas y a la aparición de la teología protestante; la segunda la causó el proceso de secularización europeo iniciado tras la Revolución francesa y la pérdida de la infraestructura de alojamiento por las desamortizaciones del siglo XIX. Esta crisis fue la más grave y llevó a su práctica desaparición en las décadas centrales del siglo XX, aunque durante la segunda mitad de esa centuria experimentó una notable recuperación tanto en popularidad como de infraestructura. Fruto de ella, el número de peregrinos que llegan a Santiago no ha parado de aumentar desde la década de 1990 y en 2019 alcanzó la cifra más alta desde que se tienen registros: 347 578 personas.
En esta segunda década del siglo XXI, la peregrinación jacobea atrae a hombres y mujeres por igual. Los extranjeros superan ligeramente a los nacionales y la mayoría emprende el viaje dentro de España, siendo un porcentaje pequeño aquellos que comienzan su camino más allá de los Pirineos. La motivación para el mayor número de ellos sigue siendo de tipo espiritual, aunque es importante la cifra de los que la realizan por motivos lúdico-deportivos. Dentro del cristianismo, es aceptada por parte de la teología protestante que la había rechazado desde el siglo XVI y la amplia extensión de rutas jacobeas a lo largo de Europa ha hecho aparecer un nuevo tipo de peregrinación consistente en recorrer unos días el camino sin el objetivo final de llegar a Compostela (algo al alcance de pocos en áreas muy lejanas).
La primera ruta que siguieron los peregrinos fue la que partía de Oviedo, la capital de Asturias y que, a través de la montaña, llegaba a Lugo y continuaba hasta el Locus Sancti Iacobi. Con la expansión de los reinos cristianos hacia el sur, quedó bajo su control la antigua ruta romana que unía Burdeos con Astorga a través de Pamplona, Burgos y León. Esta fue la base sobre la que se desarrolló el trazado clásico del Camino de Santiago tras realizarse algunos cambios en su recorrido, principalmente para hacerlo pasar por zonas más pobladas.
Sobre esta ruta principal desembocaban otras que partían de diversas regiones dentro de la península y que, conforme avanzaba la Reconquista, fueron las que usaron los habitantes de los nuevos territorios bajo dominio cristiano. En la vecina Francia, por su parte, se desarrollaron cuatro itinerarios para llegar al Camino de Santiago. Estos partían de la capital París, de la desembocadura del Ródano, así como de las localidades de Vézelay y Le Puy, respectivamente. Las dos primeras serían las más utilizadas por quienes iniciaban su viaje más allá del reino francés durante su tránsito por el mismo. En estos países alejados, los peregrinos tomaban las principales vías comerciales que conducían a Francia porque tenían la mejor infraestructura.
Con la crisis de la peregrinación jacobea en los siglos XIX y XX se fue olvidando el uso de las antiguas rutas como vías para llegar a Santiago. Buena parte de ellas quedaron asfaltadas para su utilización por los vehículos, si bien algunos tramos conservaron su estado original al crearse otros alternativos más ventajosos. En la segunda mitad del siglo XX se comenzó a estudiar cuál había sido el itinerario original del camino y se determinaron las poblaciones por las que pasaba, de tal manera que —en 1965— se pudo editar una guía para hacer el viaje en coche desde los Pirineos hasta Compostela. Ya en los años 1980 se procuró adecuarlo para poder ser recorrido a pie y para ello se buscaron senderos que evitasen el peligroso uso de la carretera, labor esta realizada por voluntarios desinteresados entre los que destacó el párroco Elías Valiña. Igualmente, se habilitó una infraestructura de albergues para proporcionar alojamiento a los peregrinos durante el viaje.
El éxito experimentado desde los años 1990 ha llevado, también, a que se recuperen un gran número de rutas históricas por asociaciones de voluntarios, tanto en España como en los demás países europeos. De esta manera, para finales de la década de 2010 una extensa red de 286 caminos se encuentran catalogados y recorren un total de 80 000 km en 28 países.
El Camino de Santiago y la peregrinación jacobea que se realiza por él han sido, desde su surgimiento en la Edad Media, un notable lugar de encuentro e intercambio cultural entre la población de Europa. Se estima asimismo que han ayudado a generar lo que se podría denominar «conciencia común europea». Estos aspectos inmateriales, junto al conjunto de construcciones históricas relacionadas con él —iglesias, albergues, monasterios, puentes, etc.— que se ha conseguido conservar, han hecho que reciba importantes reconocimientos internacionales desde su recuperación en los años 1980.

## Santiago el Mayor

### Su historia de acuerdo a las Sagradas Escrituras

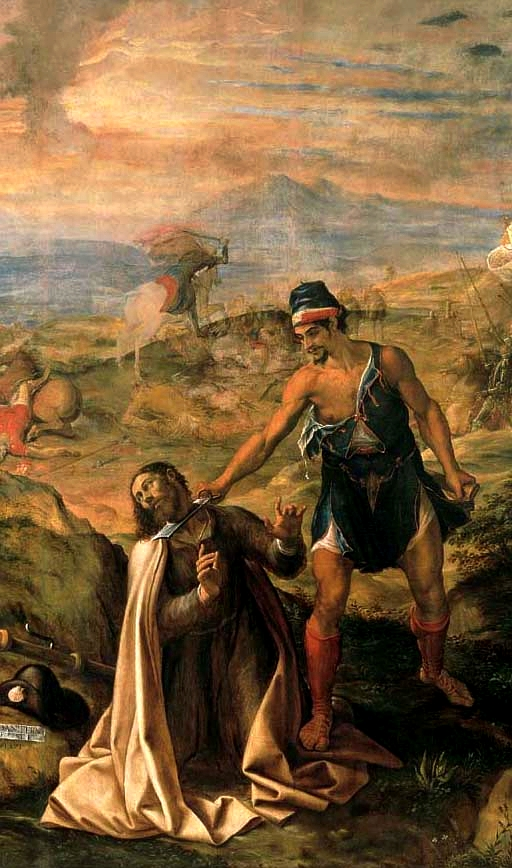
Representación del martirio de Santiago el Mayor, quien fue el primero de los apóstoles en morir.

Santiago «el Mayor» es denominado así para distinguirlo de otro apóstol con el mismo nombre y al que se le da el apodo de «el Menor». Nació dentro de una familia relativamente acomodada radicada en Betsaida o Cafarnaún y que poseía una pequeña empresa dedicada a la pesca en el mar de Galilea. Su padre se llamaba Zebedeo y su madre Salomé, quien posteriormente fue seguidora de Jesús. Algunas interpretaciones de los textos cristianos consideran, también, que ella era hermana de María, aunque esto resulta dudoso.
No se tiene información directa de la infancia y juventud de Santiago. Del libro de los Hechos se deduce que ni su hermano Juan ni él acudieron a la escuela de rabinos. Con todo tuvieron que tener una mínima educación, ya que sus padres podrían permitírselo. En aquella época, la cultura e idioma griegos estaban presentes en las orillas del mar de Galilea, con lo que se supone probable que ambos hermanos los conocieran. Se cree que su personalidad era temperamental y vehemente y que por ese motivo Jesús les dio el apodo de «hijos del trueno».
Santiago fue presentado a Jesucristo por su hermano poco después de su proclamación por Juan el Bautista como el «Hijo de Dios». Se encuentra entre las cuatro primeras personas que llamó al apostolado cuando posteriormente, a la orilla del citado mar, pidió a las dos parejas de hermanos —Santiago y Juan, así como Pedro y Andrés— que dejasen de pescar peces y se convirtiesen en «pescadores de hombres».
Como apóstol figuró —junto a Juan y Pedro— entre los tres más cercanos a Jesús, los cuales fueron testigos de varios de sus milagros y le acompañaron durante sus oraciones en los olivos de Getsemaní la víspera de su muerte. Su martirio fue profetizado por Jesús cuando dijo que él y su hermano compartirían sus sufrimientos.
A diferencia de Pedro y Juan, el libro de los Hechos da poca información acerca de Santiago. Solo le cita expresamente cuando relata su martirio en Jerusalén durante el gobierno de Herodes Agripa I —entre los años 41 y 43—, lo que le convirtió en el primer apóstol en morir. Por este motivo, hay una falta de información sobre lo que hizo durante los cerca de diez años entre la dispersión de los apóstoles para predicar —en el año 33— y su muerte, vacío que es llenado recurriendo a tradiciones cristianas y leyendas.

### Tradición sobre su presencia en Hispania
Una de las tradiciones que llenan el vacío de información que deja el libro de los Hechos es la que afirma que Santiago ejerció su apostolado en la Hispania romana del siglo I. Hay varias versiones de ella —que difieren principalmente sobre el lugar donde arribó, su recorrido posterior y las acciones realizadas—, pero, en general, indican que estuvo en la península en algún momento del periodo comprendido entre la venida del Espíritu Santo a los apóstoles —año 33— y su muerte en Jerusalén —entre los años 41 y 43—. No obtuvo frutos de su predicación, aunque reclutó a un grupo de seguidores cercanos. Estos le acompañaron a su vuelta a Jerusalén, donde siguió predicando hasta ser condenado a muerte. Tras su ejecución, regresaron con el cuerpo a Hispania, donde lo enterraron en los dominios de la «reina Lupa». En una versión independiente de la Iglesia apostólica armenia, que parece datada a mediados del siglo VII, esta habría sido una mujer de clase alta y la única discípula convertida. Acompañaría a Santiago en su vuelta a Palestina y tras su decapitación, haría trasladar el cuerpo a Hispania, quedando la cabeza en posesión de Santiago el Justo, obispo de Jerusalén. Con el tiempo, tanto la cabeza del apóstol como los restos de Santiago el Justo, quedarían enterrados en la actual catedral dedicada a ellos en Jerusalén.
Su veracidad ha sido rechazada y defendida por diversos autores a lo largo de los años. Básicamente, su admisión o no giró inicialmente en torno al denominado «problema del silencio» que, a su vez, generó la cuestión de la «teoría alternativa». Con todo, esta polémica no parece afectar a la acogida popular de la tradición hispana. La devoción a Santiago parece mantenerse y desde la rehabilitación del camino francés en la década de 1980, las peregrinaciones a su tumba no han dejado de aumentar. De hecho, en 1982, su tumba fue visitada por primera vez en la historia por un papa.

### Polémica en torno a la tradición hispana
| Tradiciones sobre el destino de los apóstoles | Tradiciones sobre el destino de los apóstoles                                          | Tradiciones sobre el destino de los apóstoles | Tradiciones sobre el destino de los apóstoles | Tradiciones sobre el destino de los apóstoles | Tradiciones sobre el destino de los apóstoles |
| --------------------------------------------- | -------------------------------------------------------------------------------------- | --------------------------------------------- | --------------------------------------------- | --------------------------------------------- | --------------------------------------------- |
|                                               |                                                                                        |                                               |                                               |                                               |                                               |
| Apóstol                                       | Área de predicación                                                                    | Lugar de su muerte                            |                                               |                                               |                                               |
| Pedro                                         | Jerusalén, Roma                                                                        | Roma                                          |                                               |                                               |                                               |
| Andrés                                        | Acaya, Escitia                                                                         | Patras                                        |                                               |                                               |                                               |
| Santiago el Mayor                             | Jerusalén, Judea, Hispania                                                             | Jerusalén                                     |                                               |                                               |                                               |
| Juan                                          | Jerusalén, Éfeso                                                                       | Éfeso                                         |                                               |                                               |                                               |
| Felipe                                        | Frigia                                                                                 | Hierápolis                                    |                                               |                                               |                                               |
| Bartolomé                                     | Armenia, India                                                                         | Derbent                                       |                                               |                                               |                                               |
| Tomás                                         | Partia, sur de la India                                                                | Madrás                                        |                                               |                                               |                                               |
| Mateo                                         | Judea, Etiopía, Partia                                                                 | Etiopía o Partia                              |                                               |                                               |                                               |
| Santiago el Menor                             | Palestina, Egipto                                                                      | Egipto                                        |                                               |                                               |                                               |
| Judas                                         | Partia                                                                                 | Partia                                        |                                               |                                               |                                               |
| Simón                                         | Egipto, Partia                                                                         | Partia                                        |                                               |                                               |                                               |
| Matías                                        | Etiopía, Judea, Capadocia                                                              | Etiopía                                       |                                               |                                               |                                               |
| Pablo                                         | Siria, Chipre, Cilicia, Licia, Galacia, Asia, Tracia, Macedonia, Acaya, Roma, Hispania | Roma                                          |                                               |                                               |                                               |

Los detractores de la tradición hispana afirman que un apostolado de Santiago el Mayor en Hispania no es compatible con la falta de referencias a este hecho que se observa, según su postura, en los escritos anteriores al siglo VIII. Es conocida la reflexión de Sánchez-Albornoz, quien en 1971 indicó que «pese a todos los esfuerzos de la erudición de ayer y de hoy, no es posible, sin embargo, alegar en favor de la presencia de Santiago en España y de su traslado a ella, una sola noticia remota, clara y autorizada. Un silencio de más de seis siglos rodea la conjetural e inverosímil llegada del apóstol a Occidente, y de uno a ocho siglos la no menos conjetural e inverosímil translatio. Solo en el siglo VI surgió entre la cristiandad occidental la leyenda de la predicación de Santiago en España; pero ella no llegó a la península hasta finales del siglo VIII».
Los defensores, en este sentido, admiten lo poderoso del argumento y que es evidente la falta de citas en un buen número de autores. Aunque alegan que durante las persecuciones se perdió una buena parte de los escritos cristianos y, además, no comparten que la falta de citas sea absoluta, afirmando que sí existen menciones. Estas —inicialmente siglos I a V— indicarían la presencia de uno de los apóstoles en la península. Posteriormente —a partir del siglo VI— otras obras mencionarían expresamente a Santiago el Mayor como el que estuvo en Hispania.
El silencio sobre la presencia de Santiago el Mayor en Hispania que se desprende de las fuentes aducidas por los detractores, también parece extenderse al resto del ámbito conocido de la época y no parecen existir escritos o tradiciones convincentes que indiquen la presencia de Santiago el Mayor en otros lugares antes de su muerte en Jerusalén. Esto es utilizado a su favor por los defensores que argumentan la falta de una «teoría alternativa» a la presencia del apóstol en la península.

## La tumba apostólica

### Asentamiento donde se construyó

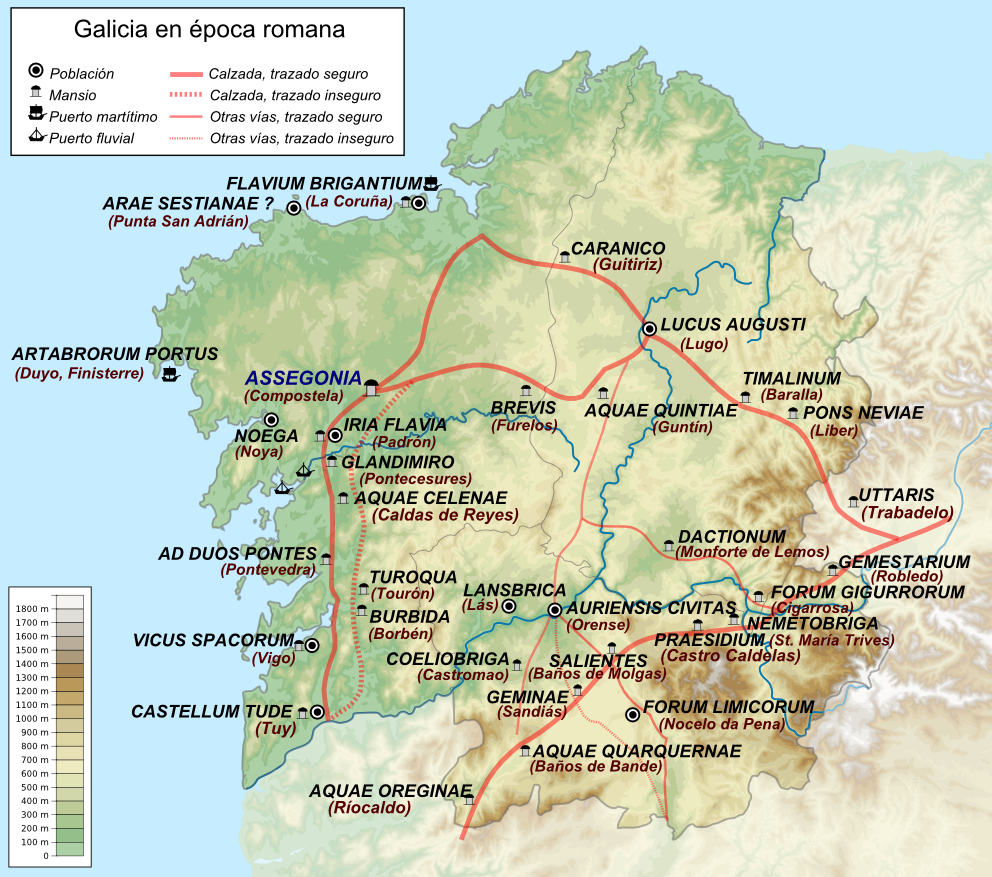
Mapa de la actual Galicia en época romana. La tumba apostólica estaba situada en la necrópolis de Assegonia.

La tumba que, según la tradición jacobea, alberga los restos de Santiago el Mayor se construyó dentro del área funeraria de un asentamiento romano. La moderna investigación identifica a este enclave con la mansio de Assegonia citada en varias obras geográficas redactadas en tiempos romanos: Itinerario de Antonino, Anónimo de Rávena e Itinerario de barro. Este lugar fue creado ex novo en el siglo I junto a un cruce de caminos donde se unían calzadas que conectaban Bracara Augusta (Braga) con Lucus Augusti (Lugo) y el puerto de Flavium Brigantium (La Coruña). Permaneció habitado hasta el siglo V en que fue abandonado tras un periodo de decadencia económica y en un contexto de desestructuración social de la región. Su parte funeraria siguió usándose hasta el siglo VIII, probablemente, por los habitantes de algún núcleo cercano. Dentro de ella se situaba la tumba donde se consideró que estaban los restos del apóstol Santiago el Mayor y que, según las crónicas de su descubrimiento, mostraba una tipología que la diferenciaba del resto.

### Características arquitectónicas
Desde finales del siglo XIX se han realizado varios estudios arqueológicos sobre lo que queda del edículo funerario, permitiendo determinar varias de sus características arquitectónicas. Se trataba de un edificio de planta cuadrangular, cuyas paredes estaban construidas con sillería de granito de gran calidad. Contaba con dos pisos, de los que el inferior, que no tenía entrada lateral, se dividía en dos estancias separadas por un muro de mampostería dispuesto de norte a sur. La tradición y varias interpretaciones consideran que la tumba del apóstol se encontraba en la habitación orientada al este, mientras que la que miraba al oeste contendría las de sus discípulos Atanasio y Teodoro. En la planta superior —hoy completamente desaparecida— se estima que se situaría la entrada y un pequeño altar donde se rendiría culto a las reliquias. Existen dos teorías sobre su tamaño: bien sería una estancia sencilla del mismo tamaño que la inferior, o bien se trataría de una construcción más amplia y abierta al exterior. Finalmente, la construcción estaba rodeada, al menos en tres de sus lados, por otros muros que configuraban una especie de deambulatorio a su alrededor.

### Descubrimiento de la tumba y primer templo

Evolución arquitectónica de la tumba apostólica. Desde el pequeño mausoleo romano hasta la catedral.

Las informaciones escritas más antiguas de cómo se descubrió la tumba, se encuentran en un documento del año 1077 denominado Concordia de Antealtares. En él se relata que durante el reinado de Alfonso II de Asturias (791-842) existía un eremita llamado Pelayo, quien vivía en un lugar llamado Solovio, cerca de su iglesia dedicada a San Félix. Tuvo revelaciones de que en las cercanías se encontraba la tumba de Santiago el Mayor, a la vez que varios feligreses de la iglesia dijeron haber visto luces sobre un determinado lugar. Todos comunicaron a Teodomiro —el obispo de Iria— estos hechos y él mismo pudo comprobar la realidad de las luces. Dispuso entonces un ayuno de tres días, tras el cual se dirigió al lugar acompañado por un buen número de fieles y descubrieron lo que no dudaron en determinar que era la tumba del apóstol. Inmediatamente comunicaron al rey su hallazgo.
La tumba se encontraba rodeada por el resto de la necrópolis, así como por las ruinas del asentamiento romano. Bajo la dirección de Teodomiro se inició la adecuación del terreno y la construcción —en algún momento entre los años 820 y 830— de la primera iglesia impulsada por el rey. Se trataba de un pequeño templo de una sola nave con planta cuadrangular. Estaba construido de tal manera que albergaba la tumba apostólica, la cual quedó situada en su cabecera. Contaba con un pequeño atrio en su entrada, donde un dintel esculpido destacaba sobre el resto de la construcción de factura bastante sencilla. Muy posiblemente, junto a ella se hallaba un pequeño baptisterio.
La importancia que adquirió el lugar con la creciente llegada de peregrinos hizo que, a lo largo de ese siglo IX, la pequeña iglesia recibiese el reconocimiento de catedral y se comenzase a trasladar, de manera paulatina, la sede episcopal de Iria al nuevo asentamiento.

### Basílica de Alfonso III

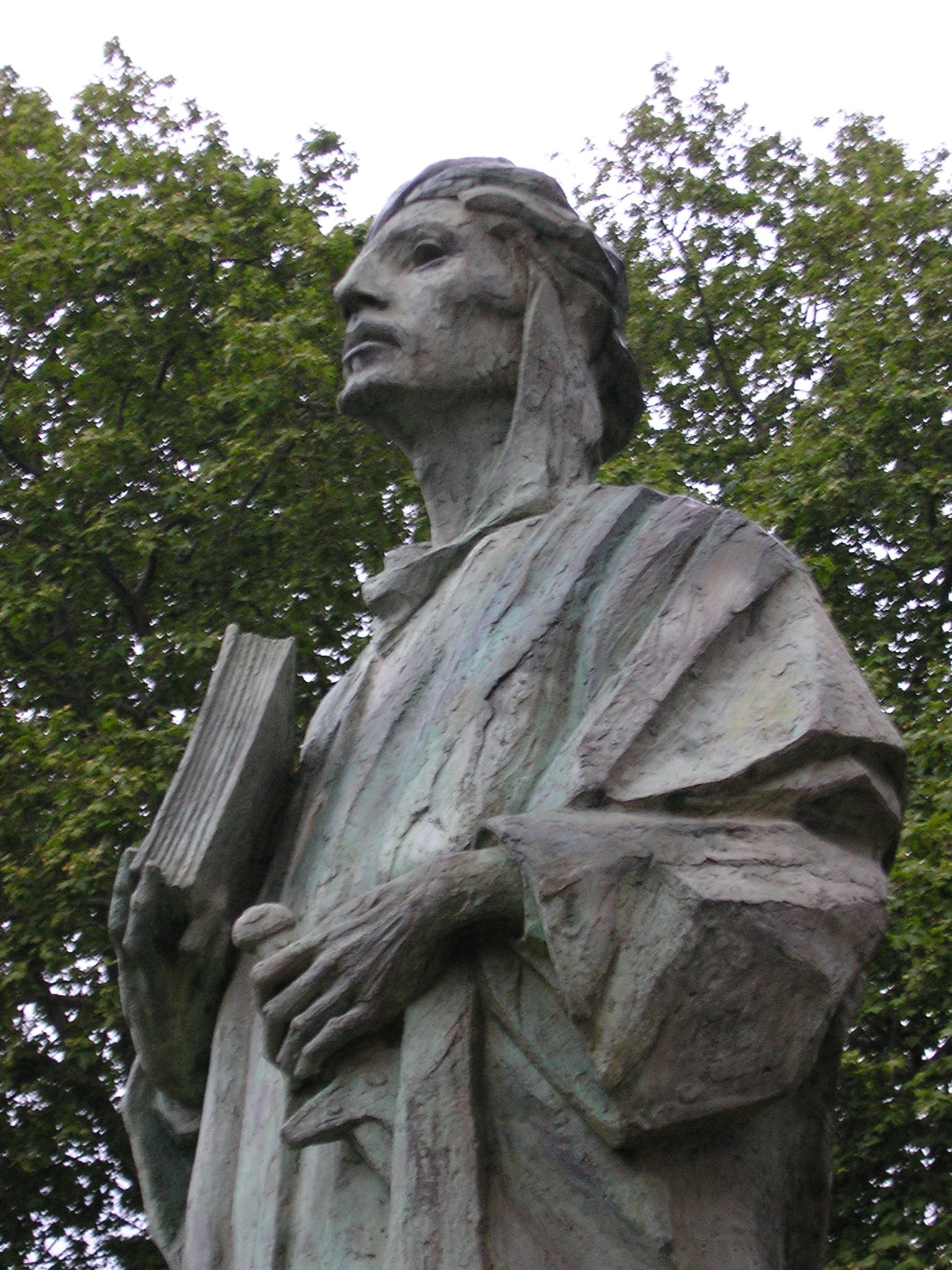
Almanzor. Lideró numerosos ataques contra los reinos cristianos. Destruyó la ciudad y la basílica de Santiago en 997.

El segundo templó que se construyó para albergar la tumba del apóstol fue impulsado por Alfonso III de Asturias —nieto de Alfonso II— y quedó finalizado en el año 899. Se levantó derribando el anterior, pero manteniendo el mausoleo original inalterado salvo para reforzar su estructura.
Tenía planta basilical y constaba de tres naves en cuya cabecera se situaba un ábside con forma cuadrangular que albergaba la tumba del apóstol. El desnivel del terreno obligó al uso de escalinatas tanto para los accesos al templo como al presbiterio, a la vez que se le dio al suelo una suave inclinación. Estaba construido recurriendo a piedra de la zona, menos en las esquinas y los vanos, en los que se usó sillería de granito. El tejado, a dos aguas, se disponía sobre una estructura de madera. Se utilizaron columnas y piedras ornamentales recuperadas por el rey en sus razzias por el territorio de al-Ándalus. Las columnas eran de mármol y realizadas en Coria durante el siglo IV. También se mantuvo el uso del dintel esculpido de la anterior iglesia. Este aprovechamiento de materiales recuperados parece que tenía el fin simbólico de recuperar el pasado y enraizar la monarquía asturiana con el reino visigodo anterior a la conquista musulmana. Aspecto reforzado por el estilo arcaizante del edificio que resultaba diferente del que mostraba habitualmente la arquitectura religiosa asturiana.
La iglesia se convirtió en la mayor del reino en ese momento. Junto al resto de edificios construidos formaron un asentamiento que se rodeó por una muralla defensiva de 1,80 m de grosor, torres con una planta de 6,20 por 4,90 m y foso de una anchura de 8 m y profundidad de 3 m. Fue quemada durante el saqueo al que Almanzor —ayudado por varios nobles cristianos— sometió a la ciudad en 997 y en el que solo se respetó el edículo apostólico. El caudillo musulmán hizo que las campanas de la basílica y las puertas de la ciudad fuesen llevadas a hombros por prisioneros cristianos hasta Córdoba, donde se colocaron en su mezquita. Pedro de Mezonzo, a la sazón obispo de Iria, había hecho evacuar la población antes del ataque y llevar las reliquias del apóstol a un lugar seguro. Poco tiempo después, hizo reconstruir el templo con ayuda del rey Bermudo II de León, pudiendo este volver a usarse en el año 1003.

### Catedral

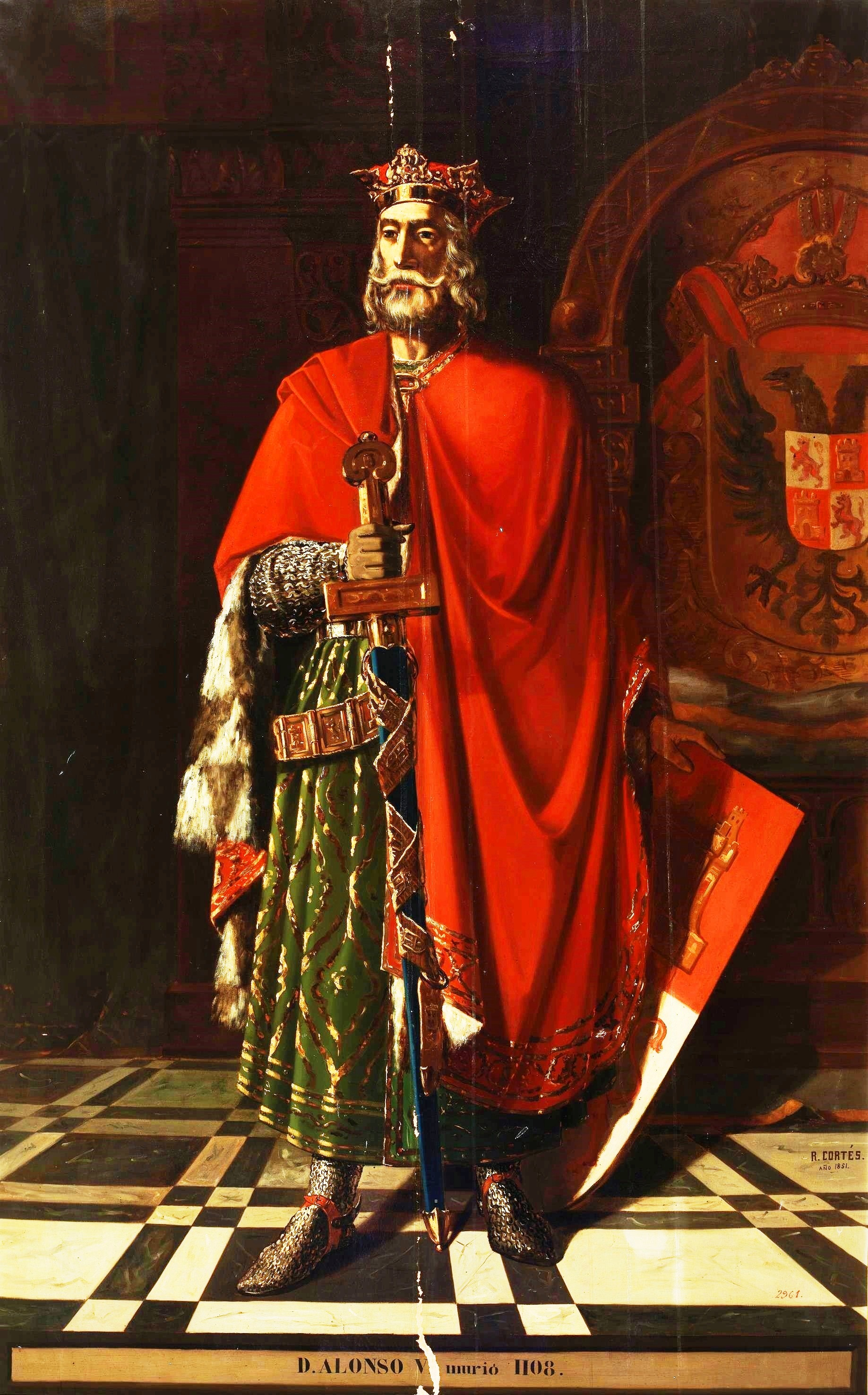
Alfonso VI. Dio un notable impulso al proceso de Reconquista y durante su reinado se iniciaron las obras de la catedral en 1075.

Menos de dos siglos después de la construcción de la iglesia de Alfonso III —en el año 1075— se iniciaron las obras para su sustitución por una mucho más amplia durante el reinado de Alfonso VI, poco después de que el monarca recibiese —tras la muerte de su hermano— los reinos de León, Galicia y Castilla. El rey colaboró donando parte del botín que se había obtenido en su reciente ataque a la Taifa de Granada.
La primera fase se realizó durante el obispado de Diego Peláez y duró trece años hasta 1088, en que el obispo fue destituido. Se hizo bajo la dirección de los maestros Bernardo el Viejo y Roberto, de probable origen francés. En ella se estableció el diseño de la catedral que sería seguido, a grandes rasgos, hasta su finalización siglo y medio después. Se proyectó con forma de cruz latina y un tamaño casi ocho veces mayor que la basílica. En el plano constructivo se realizaron las tres capillas centrales de la girola con sus muros intermedios.
Las obras estuvieron paradas durante seis años hasta que, en 1095, el definitivo traslado de la sede obispal de Iria a Compostela proporcionó la ocasión para continuarlas, esta vez por impulso de Diego Gelmírez, administrador de la diócesis y posteriormente su obispo. Se iniciaron bajo la dirección del maestro Esteban de probable origen navarro-aragonés y quien las dirigió durante seis años hasta 1101 en que las abandonó para trabajar en la catedral de Pamplona. En este periodo se acabaron las fachadas de la girola con sus capillas y se comenzaron las fachadas del transepto. Ya sin él y durante la década hasta 1111 se completaron estas con sus dos entradas: en el lado norte, la porta Francigena (antecesora de la actual puerta de la Azabachería), donde acababa el Camino francés, y en el lado sur, la puerta de Platerías. Igualmente se levantaron las dos altas torres que flanquearían la entrada principal. En 1112 se derribó la antigua iglesia de Alfonso III que, ya entonces, había quedado situada en el crucero de la nueva catedral, y prosiguieron las obras hasta 1124, en que quedó concluida la mayor parte de la nave principal y la entrada antecesora del pórtico de la gloria.
Durante esta fase —en 1105— se consagró la nueva estructura de la tumba apostólica. Esta había permanecido inalterada desde su descubrimiento, y la reforma consistió en eliminar la mitad superior y sellar la inferior de tal manera que ya no fue posible el acceso a ella. Sobre el nuevo suelo obtenido tras colmatar esta parte, se levantó el altar mayor.
La última fase se inició en 1168 por impulso de Fernando II y bajo la dirección del maestro Mateo. En ella se acabó de completar la parte de la nave junto a la entrada principal. Su pórtico —la portada de la transfiguración— se sustituyó por uno nuevo y más ricamente elaborado: el pórtico de la gloria. Finalmente, en 1211, la catedral quedó consagrada durante el reinado de Alfonso IX.

## Las reliquias apostólicas

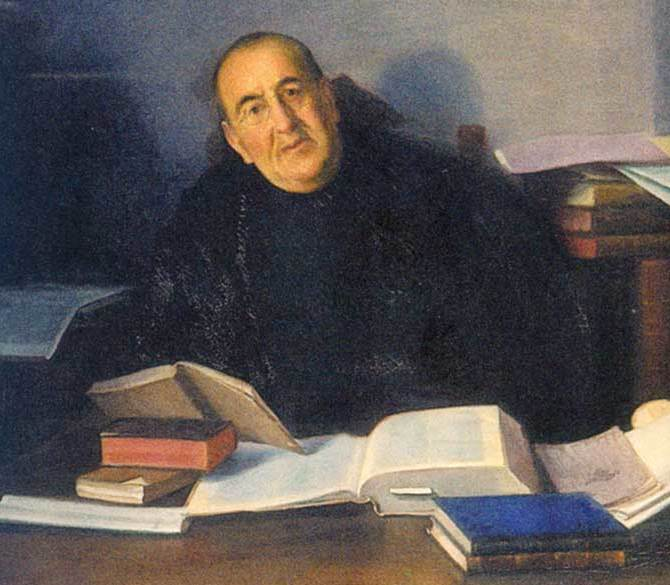
Antonio López Ferreiro. Junto a Labin Cabello, descubrió en 1879 las reliquias de Santiago el Mayor y sus discípulos que se encontraban ocultas desde finales del.

Los restos humanos que se atribuyen a Santiago el Mayor son un conjunto de 85 huesos de los cuales, 25 están completos. Se encuentran depositados actualmente en una caja de madera forrada de terciopelo y alojada en una urna de plata. Esta, por su parte, se sitúa en una cripta existente bajo el altar mayor y resultante de acondicionar lo que fue la parte inferior de la tumba original tras una excavación realizada a finales del siglo XIX.
Han experimentado una serie de vicisitudes desde su descubrimiento en la década de 820. Así, al poco, el rey Alfonso II envió el hueso frontal al rey de los francos, el cual fue donado posteriormente por Carlos el Calvo al monasterio de Saint Vaast en Arrás. En 899, con motivo de la consagración del templo construido por Alfonso III se depositaron los restos de Santiago y sus dos discípulos en cajas de cedro que se sellaron e introdujeron en sepulcros revestidos con láminas de oro y cerrados con losas de mármol. En el 997 el obispo Pedro de Mezonzo los llevó fuera de la población —probablemente al monasterio de Sobrado o al de Curtis— para protegerlas del ataque de Almanzor. En 1056 el obispo Cresconio entregó parte de un hueso del brazo a Roberto, un monje de la abadía de Santiago de la ciudad de Lieja quien había llegado en peregrinación a Compostela. El algún momento anterior a los inicios del siglo XII, el sepulcro se depositó «en un arca marmórea bajo el altar mayor» de tal manera que los peregrinos ya no pudieron acceder a él. Fue abierto sobre el 1138 para extraer un hueso del cráneo —en concreto un trozo de la apófisis mastoides— que el obispo Gelmírez regaló a Atón —obispo de Pistoya.
En 1528 se trasladaron a un nuevo apartado denominado Tesoro o Sagrario —actualmente la Sacristía— que fue acondicionado expresamente para alojarlas. En 1542 se volvieron a reubicar, esta vez, a una estancia denominada Transtesoro que actualmente es la capilla de san Felipe. Durante el mandato del arzobispo Sanclemente (1587-1602) y a causa de las incursiones de Francis Drake en las costas españolas, se decidió ocultar los restos del apóstol y sus dos discípulos. Estos quedaron escondidos durante décadas y se olvidó su ubicación de tal manera que, ya en 1659, se decía que:

…lo que entonces fue evidencia, agora es solamente afección o fe mas que humana...
Fray Jospeh de Bugarín (1659).

Dentro de un movimiento intelectual dirigido a mejorar el conocimiento histórico de los hechos relatados en las escrituras y de su tradición, se tomó la decisión de buscar los restos que quedasen de la tumba original así como los huesos del apóstol. Las investigaciones las realizaron López Ferreiro y Labín Cabello quienes, tras varios intentos fracasados, en enero de 1879 levantaron el pavimento del Transsagrario situado en el ábside y descubrieron un nicho que albergaba restos humanos. Estos fueron examinados por una comisión formada por tres catedráticos de química, medicina y cirugía respectivamente quienes determinaron tres aspectos: a) que pertenecían a tres individuos, dos de ellos fallecidos al final del segundo tercio de sus vidas y el tercero en el último tercio de la suya; b) los restos tenían una antigüedad compatible con un esqueleto celta cuyo estudio habían tomado como referencia; y c) que, por esta antigüedad, no resultaba temeraria su identificación con los del apóstol y sus dos discípulos.
Tras el descubrimiento, se llevó a cabo un proceso canónico que duró hasta 1884 cuando León XIII proclamó en su Bula Deus Omnipotentis que los restos encontrados correspondían a Santiago el Mayor y sus discípulos Atanasio y Teodoro. La determinación de cuál de los tres eran los del apóstol se obtuvo por la indicada reliquia existente en Pistoya que, tras un estudio, se comprobó que faltaba en los restos de uno de los individuos identificados.

## Características de la peregrinación medieval a la tumba de Santiago

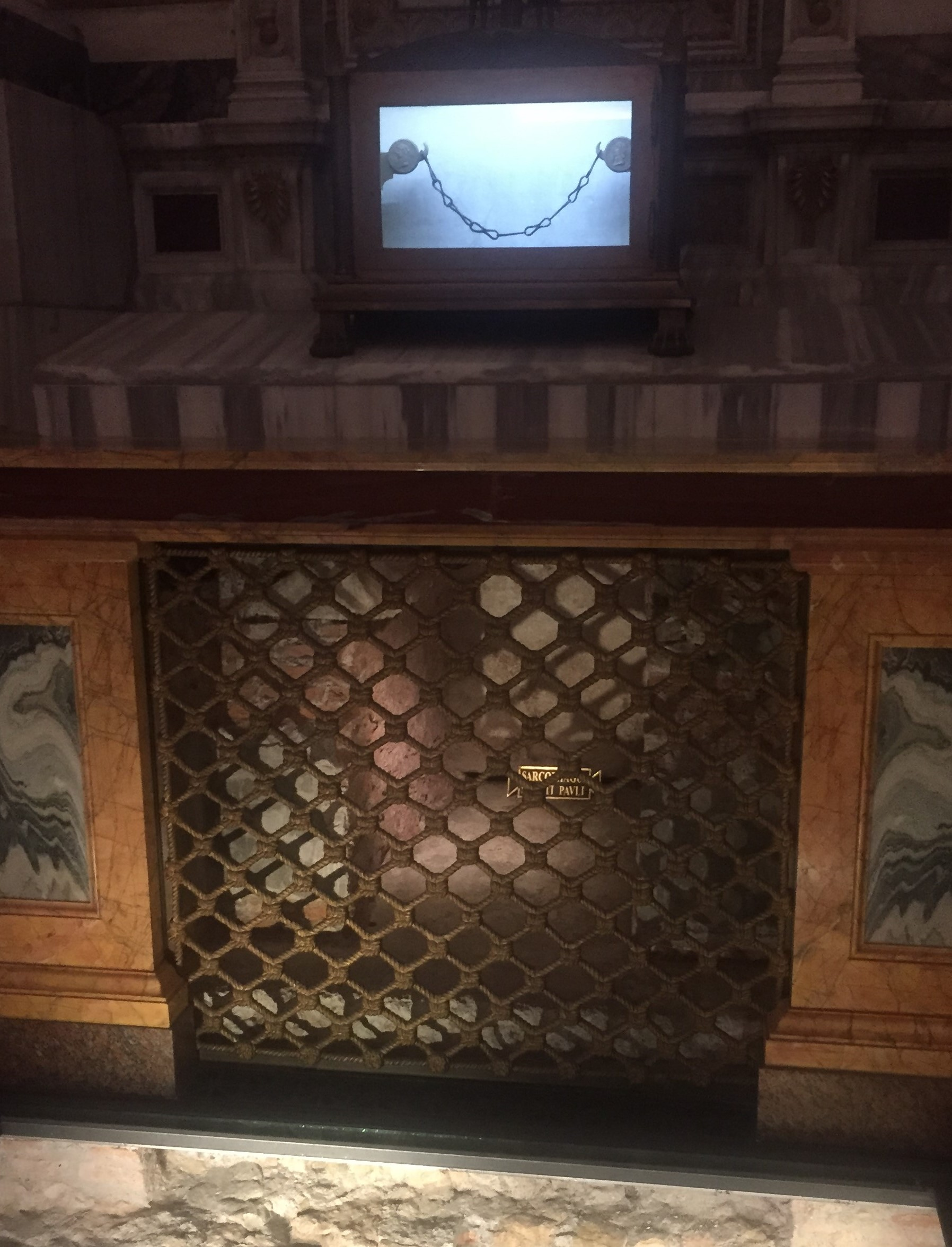
Tumba de Pablo de Tarso. Sobre las tumbas de los principales mártires se edificaron templos que los fieles visitaban al considerar que los santos podían interceder por ellos ante Dios.

Una peregrinación medieval era, en esencia, un viaje que se realizaba con el objetivo de visitar un lugar donde, quien peregrinaba, creía que se manifestaba un poder sobrenatural. Dentro de la religión cristiana, el alejamiento del lugar donde se vivía y la soledad que suponía hacerla se han considerado también como una continuación del espíritu eremítico extendido entre los siglos III y V.

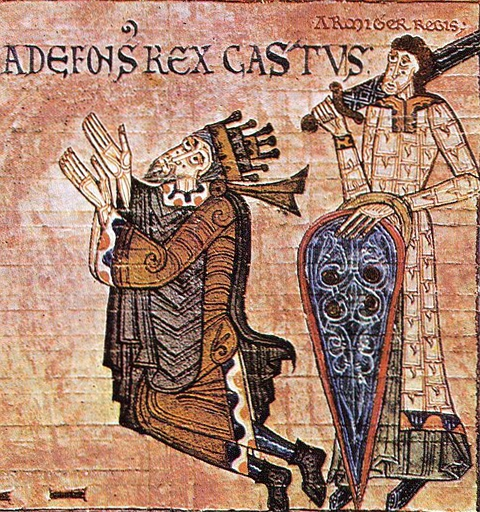
Alfonso II de Asturias. Durante su reinado se descubrió la tumba apostólica. Se le considera el primer peregrino ya que, cuando recibió la noticia, se desplazó desde Oviedo para visitarla.

La peregrinación a la tumba de Santiago el Mayor tiene su fundamento en el concepto teológico del culto a los santos, cuyas primeras manifestaciones se han visto en la conmemoración que los primitivos cristianos hacían en recuerdo de sus mártires junto a la tumba el aniversario de su muerte. Estos actos se realizaban de manera discreta hasta la legalización del cristianismo en el siglo IV, tras lo que empezaron a levantarse templos sobre las tumbas de los más queridos, adonde acudían fieles de áreas geográficas cada vez más alejadas para participar en las conmemoraciones del aniversario de la muerte del mártir. Además, comenzaron a atribuir a las reliquias de los mártires una capacidad de intercesión ante Dios y les rogaban por su salud, fertilidad, etc.
La jacobea fue la última de las tres grandes peregrinaciones en aparecer. Para cuando surgió, las otras dos que se dirigían a Roma y Jerusalén tenían ya siglos de tradición. Se estima que presentaba unas características que la hacían más atractiva que la que se realizaba a la ciudad de san Pedro. Se adaptaba mejor que la grandiosa Roma a la religiosidad medieval que buscaba austeridad y pobreza. Su realización significaba «penitencia y ascesis, rigor y voluntad de superación». Geográficamente, también tenía el atractivo de viajar a un lugar considerado entonces como «el fin del mundo». Finalmente, en el ámbito político, recibió un mayor apoyo por las autoridades medievales europeas, ya que la humilde Compostela no levantaba recelos como lo hacía la sede papal.

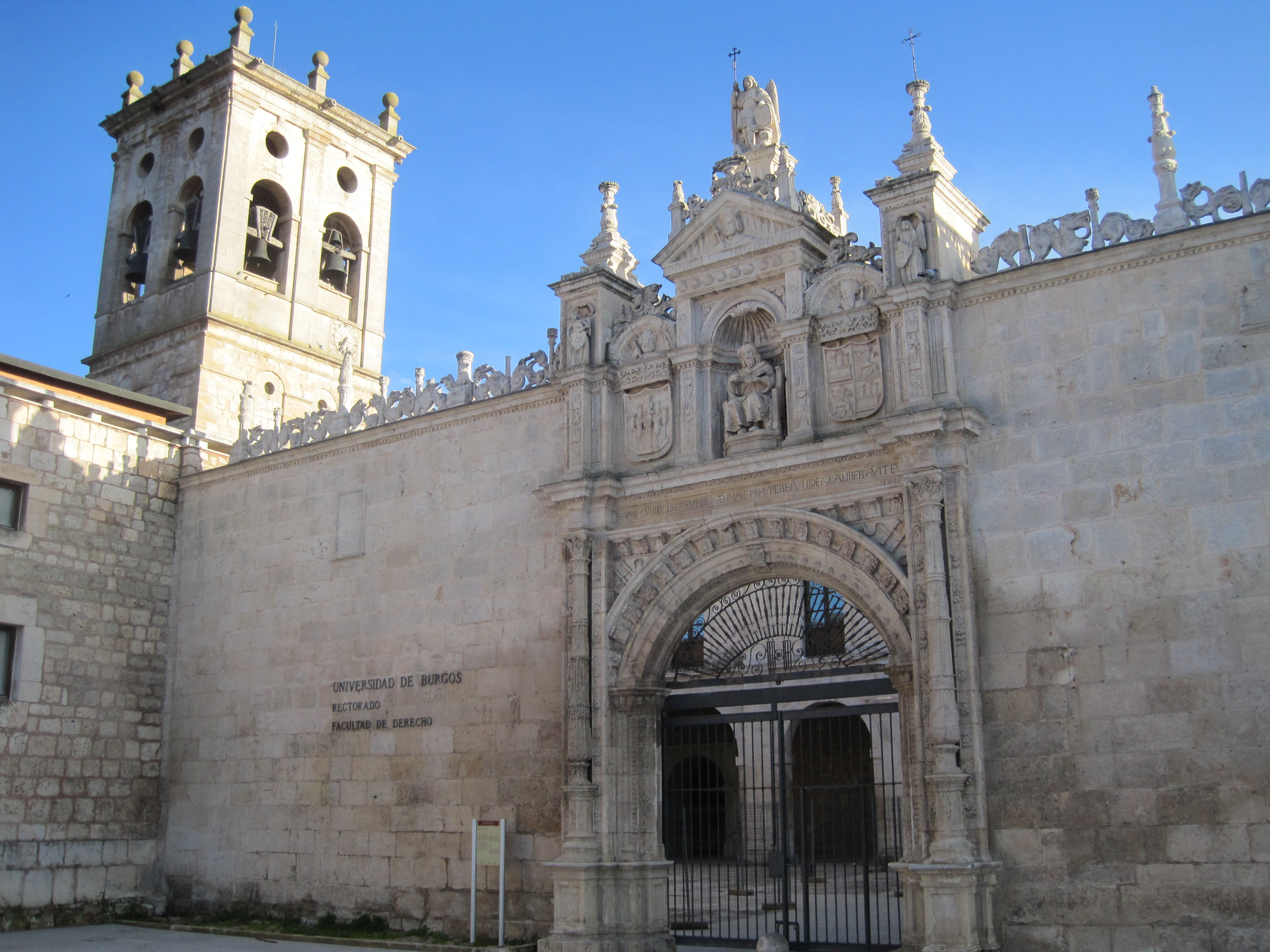
Hospital del Rey (Burgos), uno de los más destacados entre los que proporcionaban alojamiento, comida y asistencia a los peregrinos jacobeos.

Con la consolidación de la peregrinación a Compostela se fue desarrollando asimismo un ritual más o menos estandarizado de la misma. El peregrino acudía a una ceremonia religiosa, donde se confesaba y comulgaba. Recibía entonces el bordón y la escarcela que eran bendecidos a la vez que se rogaba por un buen viaje de ida y un retorno sano y salvo. Como en su viaje tendría que pasar por territorios sometidos a diferentes señoríos, procuraba obtener alguna carta de recomendación para recibir salvoconductos y exenciones de peajes. En cuanto podía, se unía a otros peregrinos para viajar en grupo y así afrontar mejor los peligros del viaje, además de ser normal que coordinase su partida con otros de la misma localidad o comarca.
Para realizar su viaje, los peregrinos contaban con una red de establecimientos que les proporcionaba alojamiento. Sus orígenes se han visto en la doctrina de la hospitalidad dentro del cristianismo. Esta se manifestaba de tres maneras: ofrecida por particulares en sus casas (de manera caritativa o retribuida); por monasterios y por los hospitales promovidos por laicos o eclesiásticos. Hasta mediados del siglo XI fue la monástica la que los peregrinos podían encontrar de manera predominante. Ya avanzada esta centuria, fueron los hospitales fundados por laicos y eclesiásticos los que asumieron el alojamiento y atención de los peregrinos. Estos fueron unos lugares donde, además, se producía un notable intercambio cultural y de información entre personas procedentes de diferentes lugares de Europa. Los eclesiásticos se preocuparon de que en sus ámbitos territoriales se fundasen y funcionasen este tipo de instituciones. Los reyes castellanos igualmente los impulsaron, destacando el gran hospital del Rey en Burgos creado a instancias de Alfonso VIII. Las órdenes militares, por su parte, también colaboraron en este sentido y destacó la Orden del Hospital, que mantenía varios de ellos en Castilla, Aragón y Navarra.

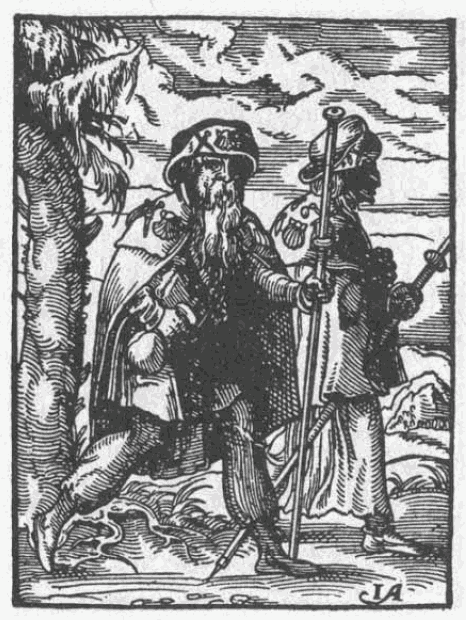
Los peregrinos jacobeos procuraban viajar en grupo para afrontar mejor los peligros del viaje.

Una vez que habían llegado a la catedral de Santiago —cuyas puertas permanecían abiertas día y noche—, se solían agrupar por países de origen y pasaban en ella, despiertos, toda la noche con una vela encendida. A la mañana siguiente se les llamaba —en el idioma de cada grupo— para que depositasen sus ofrendas en arcas destinadas a ello. Posteriormente, confesaban y comulgaban en la capilla del rey de Francia, tras lo que obtenían —a partir de inicios del siglo XIV— un certificado de haber cumplido su peregrinación. Finalmente se dirigían al altar mayor, donde había una imagen del apóstol, y efectuaban un ritual como ponerse en la cabeza la corona que portaba la misma o darle un abrazo.
Tras regresar a su localidad de origen, algunos peregrinos se unían en cofradía junto a otros que habían realizado el mismo viaje. En 1120 ya se tiene constancia de la existencia de alguna de ellas que funcionaban como asociaciones de apoyo mutuo y a los posibles peregrinos que quisieran emprender el viaje contando, a veces, con hospitales donde albergaban y ayudaban a los que pasaban por su localidad. Su formación se dio mayoritariamente en Francia, Países Bajos, Alemania e Inglaterra.

## La peregrinaciónad limine Iacobia lo largo de la historia

### Inicios (siglosIXyX)
La peregrinación a la tumba de Santiago surgió de manera espontánea sin que las autoridades civiles o eclesiásticas participasen en su promoción u organización hasta ya entrado el siglo XI, cuando el fenómeno jacobeo se había consolidado.
Se tiene a Alfonso II como el primer peregrino, ya que partió de Oviedo —hacia el año 825— con su corte para visitar la tumba cuando esta fue descubierta. El culto al apóstol se extendió pronto dentro entre la población cristiana de la península, y pocas décadas después del hallazgo del sepulcro, este hecho fue recogido en los martirologios y difundido en la Europa cristiana occidental. Se instaló una comunidad de monjes en el lugar y no tardó en surgir una población estable que se conoció como Locus Sancti Iacobi, la antecesora de la actual Compostela. Esta fue objeto de un ataque por los vikingos en 858, quienes la pusieron bajo asedio, aunque, finalmente, fueron rechazados por tropas asturianas.
En 895, se menciona a los peregrinos en una donación del rey. Salvo este dato, no hay otras informaciones sobre su afluencia durante el primer siglo debido a que hacer estos viajes era una costumbre lo suficientemente arraigada como para no merecer la atención de los cronistas. Solo cuando la persona tenía cierta relevancia social podía quedar alguna reseña sobre su viaje y, por lo general, estas eran indirectas. Ya en el siglo X comenzó el interés por visitar la tumba en los territorios allende los Pirineos y en la primera década, desde la población de Tours, se dirigieron cartas al rey Alfonso III preguntando por la tumba apostólica. Posteriormente, se van teniendo los primeros testimonios escritos de peregrinos procedentes de fuera de la península ibérica: uno de los primeros documentados fue un clérigo impedido procedente del Imperio Romano Germánico, quien visitó la tumba del apóstol en 930; en 950 fue Gotescalco, obispo francés de Le Puy quien realizó la peregrinación; en 959 lo hizo el abad de Santa Cecilia de Montserrat; en 961 el conde de Gotha y una de las personalidades eclesiásticas más importantes de Francia: el arzobispo de Reims.
El proceso de reconquista conoció un importante impulso durante este periodo. Los reyes asturianos y leoneses —quienes en sus donaciones al apóstol pedían por su ayuda frente al enemigo— consiguieron ampliar los territorios cristianos hasta controlar toda la meseta norte mientras que los navarros consolidaban su dominio sobre el alto Ebro. Este impulso se truncó en la época de Almanzor, quien recuperó parte del terreno perdido y sometió el resto a continuas aceifas. El caudillo musulmán arrasó finalmente Compostela en el 997, aunque no logró que cesaran las peregrinaciones. Falleció cinco años más tarde —en 1002— y el califato se sumergió en 1009 en una larga guerra civil que acabó desintegrándolo en los reinos de Taifas.

### Consolidación como peregrinación mayor (siglosXIyXII)

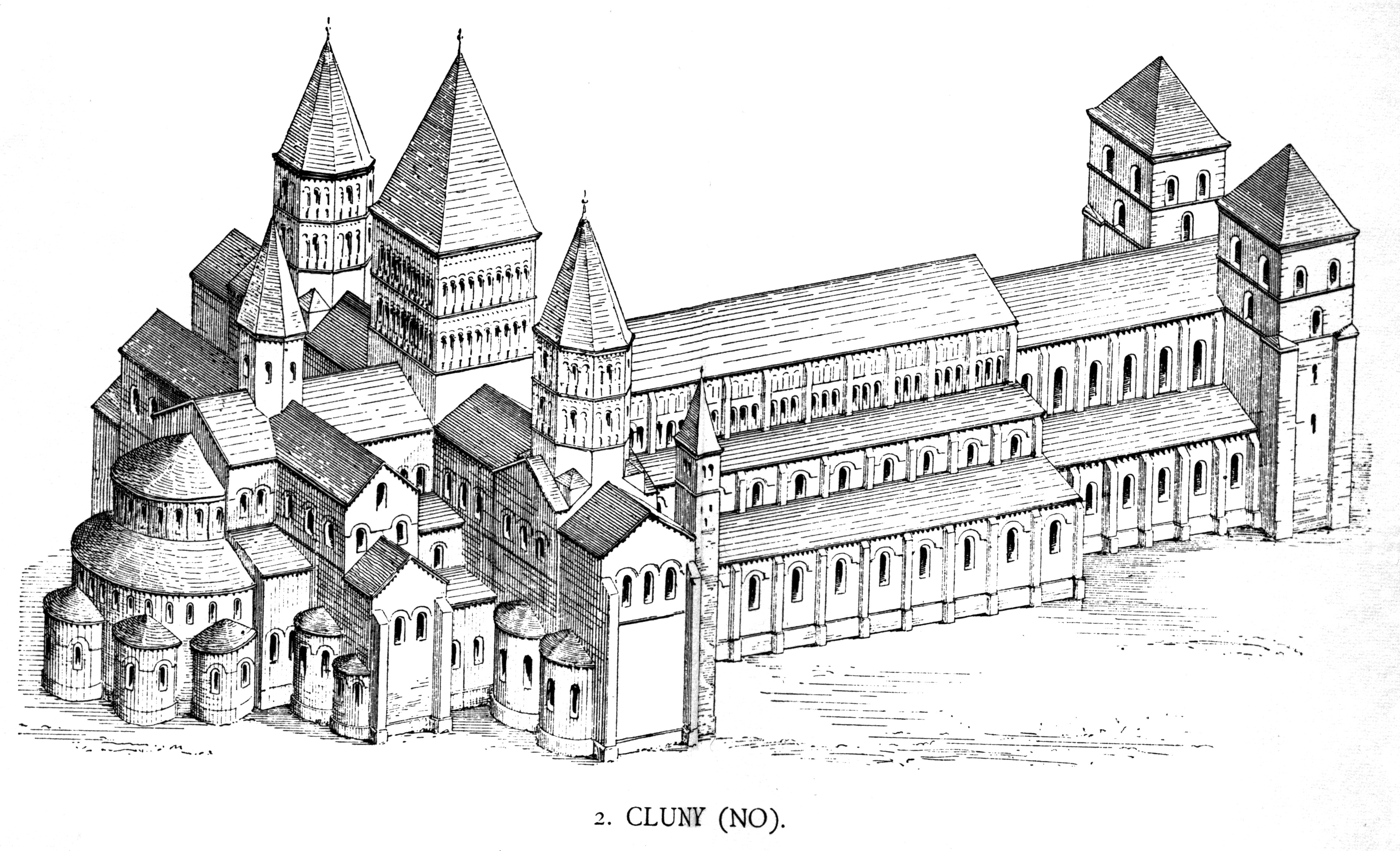
La abadía de Cluny antes de ser destruida durante la Revolución Francesa. Esta orden monástica lideró un movimiento reformador dentro de la Iglesia y apoyó con decisión la peregrinación jacobea.

La Europa occidental conoció un contexto expansivo durante el siglo XI: crecimiento demográfico; mejora climática con ligero aumento de las temperaturas; incremento de la producción agraria, así como del comercio y de la masa monetaria. En el ámbito político se consiguió extender la denominada Paz de Dios que posibilitó un ambiente más pacífico, mientras que, en el religioso, se comenzó a dejar atrás los años oscuros del papado a la vez que surgió un movimiento reformador que buscaba purificar el espíritu cristiano y que impulsaron religiosos de los monasterios de Cluny (Borgoña) y Gorze (Lorena). Ya dentro de la península ibérica, el hundimiento del Califato tras la muerte de Almanzor coincidió con una mejora sustancial de la economía y el poder de los reinos cristianos.

Extensión de la Liga Hanseática hacia el año 1400. Santiago el Mayor se convirtió en uno de sus patrones.

Dentro de este contexto favorable, la peregrinación a Compostela conoció un notable impulso que la convirtió en una de las tres grandes peregrinaciones cristianas. La devoción a Santiago se extendió con fuerza por el continente y llevó a que personas de Francia, Flandes, el Imperio Germánico, Italia o Inglaterra emprendiesen el viaje a su tumba. Como consecuencia de este fenómeno, la iglesia compostelana adquirió una riqueza y poder que se vieron con recelo desde Roma, que, a pesar de otorgarle el carácter de metropolitana, no admitió su supremacía en la Península, manteniéndosela a la toledana.
Las autoridades colaboraron con este fenómeno popular y establecieron normas para proteger a los peregrinos. En 1113 Gelmírez prohibió prenderlos y en 1114 el concilio de León les dio libertad para circular por el reino. Como el dinero que portaban para sufragar su viaje los hacía objetivo de nobles y salteadores, el concilio de Letrán estableció a nivel europeo, en 1123, la excomunión para quien les robase, y en 1170 se creó la orden de Santiago destinada originalmente a proteger a los peregrinos, aunque posteriormente se implicaría, más bien, en la conquista y repoblación de nuevos territorios.

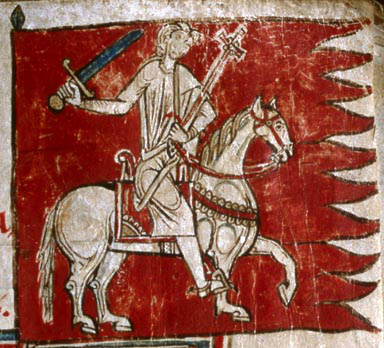
Pendón de la Orden de Santiago, creada originalmente para defender a los peregrinos.

En cuanto a la infraestructura, reyes, eclesiásticos y nobles se implicaron también durante este siglo XI para fundar hospitales a lo largo de la ruta a la vez que mejoraron calzadas, construyeron puentes y procuraron poblar las poblaciones por donde pasaba. Ya en las décadas finales, fueron Alfonso VI en Castilla, León y Galicia a la vez que Sancho Ramírez en Pamplona y Aragón, los que desarrollaron una decidida labor por mejorar el tránsito de los peregrinos. Alfonso suprimió portazgos, creó hospitales en Monte Cebrero y Burgos, protegió la labor de Domingo de la Calzada, incorporó el monasterio de Nájera a la orden de Cluny e instaló a gentes de Francia en varias poblaciones del camino. Sancho, por su parte, suprimió asimismo portazgos, sustituyó el rito mozárabe por el romano, atrajo a eclesiásticos franceses, apoyó los albergues de Jaca y Pamplona y creó la población de Estella. De esta manera, para el cambio de siglo, una completa infraestructura de acogida había quedado ya extendida a lo largo de todo el itinerario que venía de los Pirineos. Uno de los hospitales —el de Santa Cristina en Somport— será considerado a mediados del siglo siguiente como uno de los tres más importantes de la cristiandad, siendo los otros dos el de Mont Joux, usado por los que peregrinaban a Roma, y el de Jerusalén para los que lo hacían a Tierra Santa.
Fue en este periodo —sobre 1140— cuando se redactó la primera guía escrita que ha llegado a nosotros, el Liber Peregrinationis como parte de la obra Liber Sancti Iacobi, que pudo influir en el desarrollo del Camino y su conocimiento por toda la Cristiandad occidental. En él se describían las rutas francesas para alcanzar el paso en los Pirineos y el posterior itinerario hasta Compostela.

### El apogeo del Camino de Santiago (siglosXIIIyXIV)
En el tránsito al siglo XIII, la peregrinación a Compostela se había convertido en un fenómeno popular, de tal manera que una masa de peregrinos anónimos acudía a Compostela y no eran raros los incidentes entre ellos al disputarse la vigilia en el altar mayor. Su realización se encontraba ampliamente extendida y se comparaba con la que los musulmanes hacían a La Meca. De la extensión geográfica de su fama ha quedado la reseña de un enviado francés a la corte del kan mongol, quien —en 1253— encontró a un monje nestoriano que iniciaba su viaje a Compostela. La vía marítima, por su parte, fue utilizada profusamente por los ingleses y los alemanes del norte. Los primeros organizaban expediciones colectivas que llegaban preferentemente al puerto de Burdeos, situado entonces en territorio controlado por ellos. Los segundos, aunaron fines tanto piadosos como comerciales y se vieron atacados a veces por piratas ingleses. Entre estos alemanes norteños Galicia era conocida como Jakobsland y el apóstol se convirtió en uno de los patrones de la Liga Hanseática.
Las motivaciones de los peregrinos comenzaron a cambiar desde un sentimiento de fe y devoción a un trasfondo utilitario como remisión de pecados o cumplimiento de votos. Dentro de esta multitud que viajaba a Compostela, continuaron acudiendo personalidades eclesiásticas y nobles de Europa y quedó constancia de las que realizaron —durante el siglo XIII— el arzobispo de Burdeos; el obispo de Nantes; el duque Leopoldo de Austria (1212); Francisco de Asís (1214); el obispo de Lieja (1215); el rey de Jerusalén Jean de Brienne (1224); la princesa Ingrid de Suecia (1270). Ya en el XIV, las realizadas por el senescal sueco Biger Person; Brígida de Suecia; el conde de Poitiers (1316); el rey Sancho II de Portugal (1244); Isabel de Portugal (1325); el duque de Lancaster (1386); el marqués de Ferrara (1397).

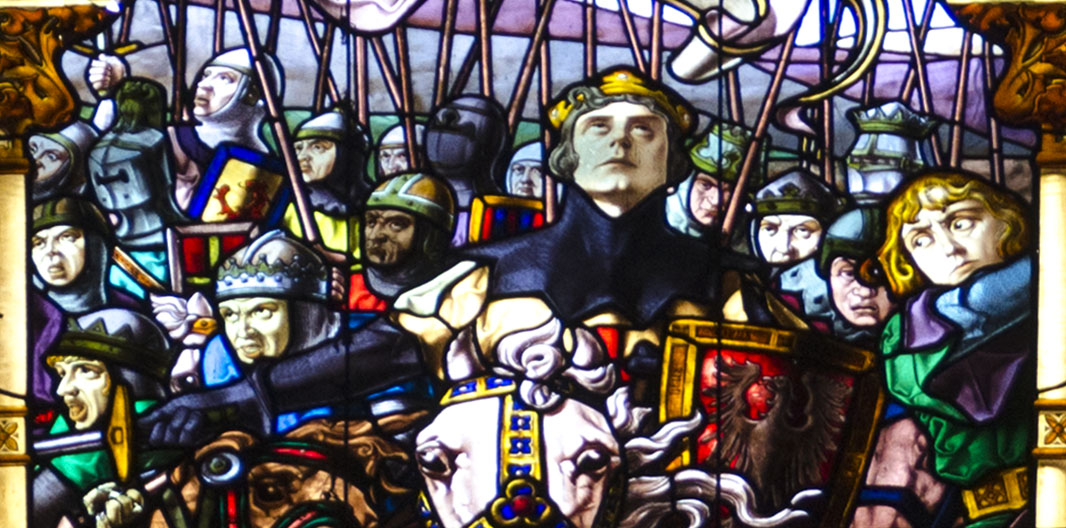
Detalle de vidriera en Roncesvalles que representa la batalla de las Navas de Tolosa. Las luchas de los reinos cristianos contra el imperio almohade atrajeron a voluntarios europeos, quienes solían visitar la tumba de Santiago.

Un grupo particular de peregrinos en esta época lo representaron quienes llegaban desde más allá de los Pirineos para participar en las guerras que los reinos cristianos peninsulares mantenían contra los almohades, ya que solían incluir en su viaje una visita a la tumba del apóstol.
El uso de la concha de vieira como icono de los peregrinos —cuyo testimonio más antiguo se encuentra en Santa Marta de Tera sobre el año 1125— estaba en esta época ampliamente extendido y se utilizaba para diferentes tipos de peregrinaciones. Así, el conde Luis IV de Turingia ordenó ponerla en la tapa de su sarcófago para indicar que había peregrinado a Jerusalén. También en esta época se inició la costumbre de crear cofradías de peregrinos entre aquellos de una ciudad que habían estado en Compostela. En 1315 se fundó una en París y posteriormente en otras ciudades francesas, neerlandesas, alemanas e inglesas. Este fenómeno, sin embargo, no se dio entre los reinos hispanos.
Por otra parte, a finales del siglo XIV se escribió la primera guía para peregrinos que, tras el Liber Sancti Iacobi, ha llegado hasta nosotros: El denominado «itinerario inglés en verso».

### SigloXV
Durante el siglo XV se mantuvo la popularidad de la peregrinación a Compostela, si bien comenzaron a aparecer nuevas tipologías de peregrinos que se alejaban de lo que se veía en los siglos anteriores.

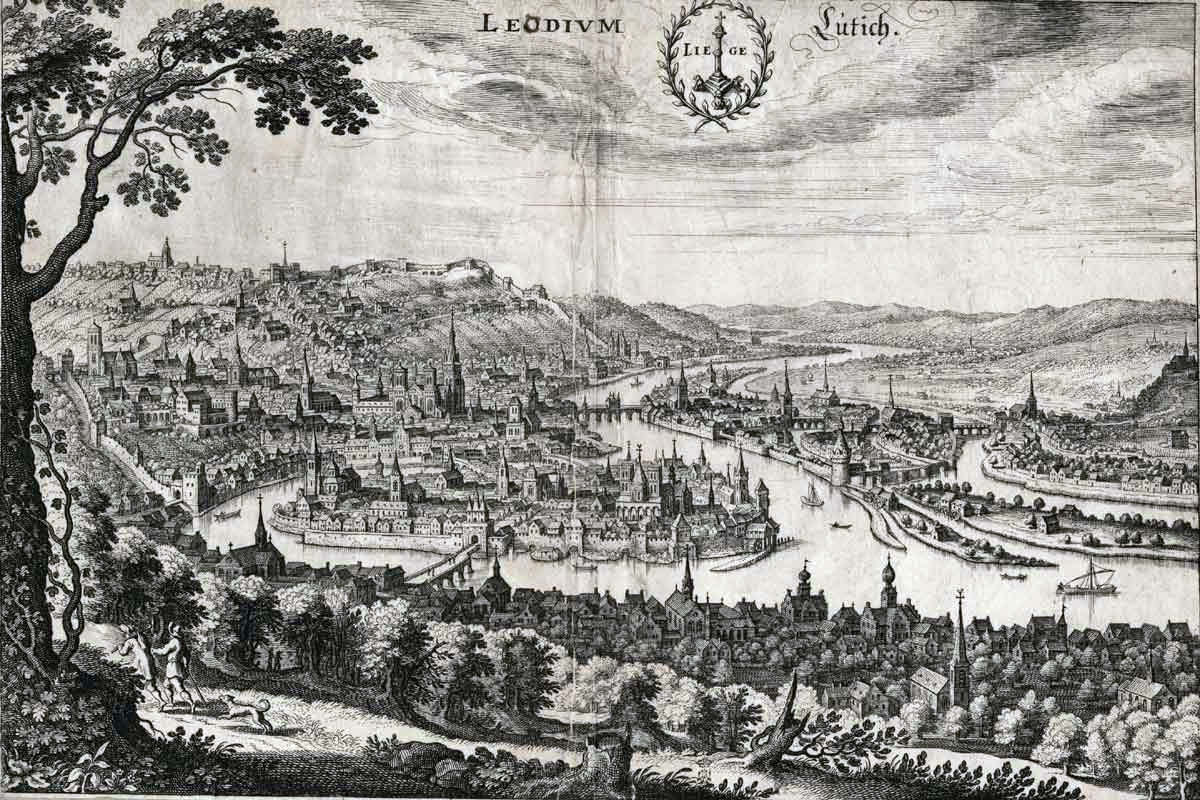
La ciudad de Lieja fue uno de los primeros lugares donde se impuso la obligación de peregrinar a Compostela como pena civil.

Por un lado, se extendió entre los nobles europeos la moda de emprender lo que se ha denominado como «peregrinaciones caballerescas». En ellas se viajaba acompañado de un séquito y los objetivos del viaje eran, más bien, conocer territorios extranjeros y exhibir su valor participando en los torneos que encontraban en su camino. Se pone como ejemplo de este tipo de peregrino a Jean de Werchin —senescal del condado de Henao y que se considera actualmente como un modelo de Don Quijote— quien en 1402 anunció públicamente que aceptaría el desafío que cualquier caballero le hiciese durante su ruta a Compostela. Por otro, aparecieron las «peregrinaciones delegadas», que eran realizadas por personas en nombre y representación de otras, como el caso de unos peregrinos enviados por la ciudad de Perpiñán en 1482. Adicionalmente, se incrementó notablemente el número de personas que hacían una «peregrinación forzada», la cual era impuesta por tribunales como una pena civil. Esta fue aplicada inicialmente en los Países Bajos y su uso se extendió a los ámbitos francés y alemán.
En 1434 se celebró el primer Año Santo Jacobeo del que ha quedado constancia documental. Este acontecimiento supuso un atractivo adicional, y los años de jubileo vieron aumentar notablemente el número de peregrinos. Los reyes castellanos iniciaron la costumbre de visitar Compostela en estos años de perdonança, además de establecer protecciones adicionales para los peregrinos. Se mantuvo el patronazgo del apóstol en la lucha de los reinos cristianos contra los musulmanes, y en varias ocasiones, los reyes castellanos le hicieron ofrendas como agradecimiento tras conseguir importantes victorias.
Finalmente, de este siglo han llegado a nosotros un buen número de relatos de viajeros que dejaron por escrito las rutas que siguieron y sus vivencias: el señor de Caumont (1417), William Wey (1456), el barón de Rosmithal (1466), el polaco Nicolás de Poplau (1484), el médico alemán Jerónimo Münzer (1494), Herman Küning von Vach (1495), Arnold von Harff (1497).

### Primera crisis (sigloXVIy primera mitad delsigloXVII)

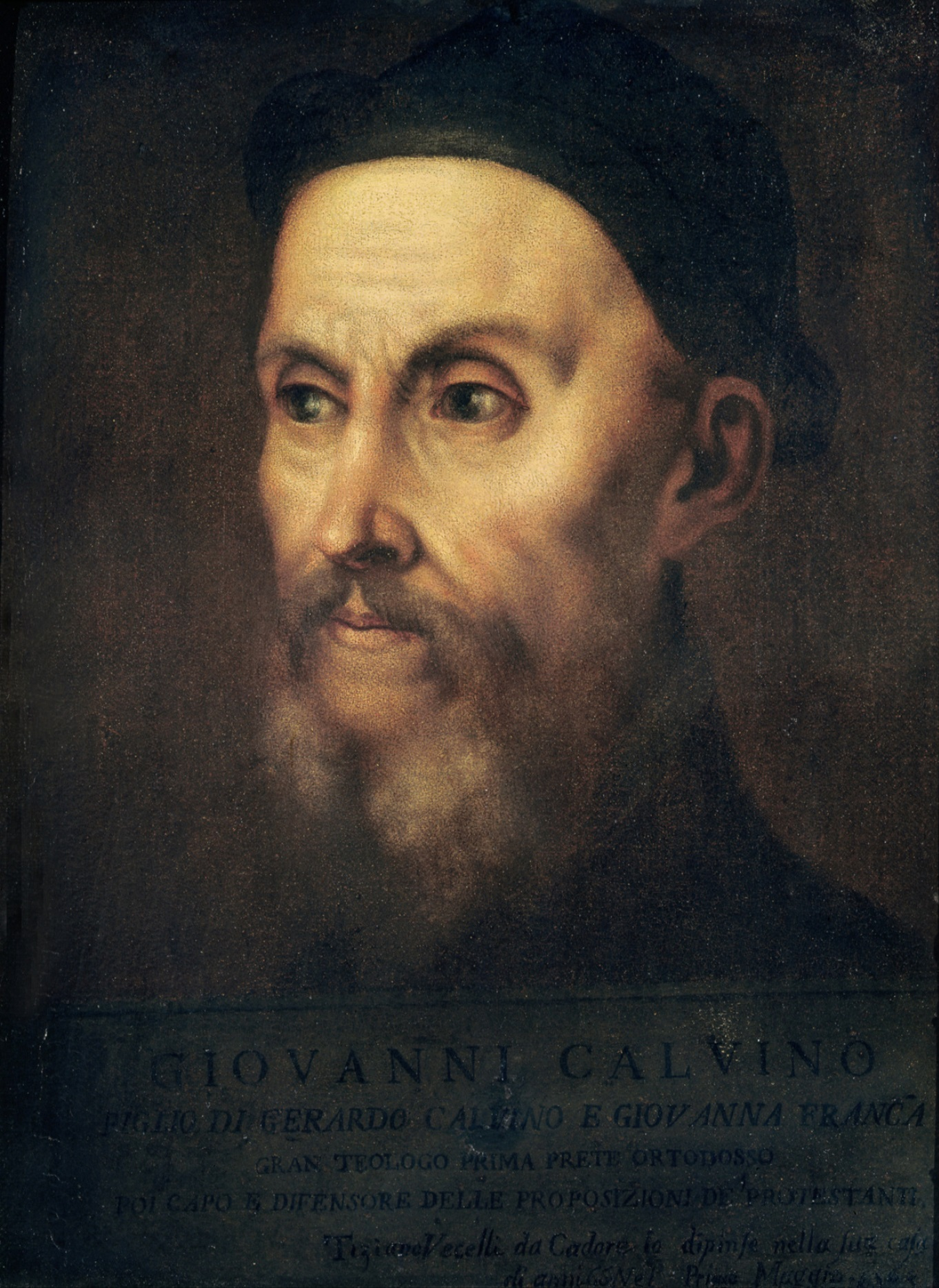
Juan Calvino, uno de los principales líderes del protestantismo. Esta teología rechazaba las peregrinaciones, por lo que cesaron en los territorios donde se impuso.

En el siglo XVI se dieron varios factores que provocaron una profunda crisis en las peregrinaciones a la tumba del apóstol: decadencia cualitativa en la tipología de los peregrinos, aparición de la teología protestante y, unido a esto, los conflictos bélicos que ocurrieron en Francia.
Se habla de «decadencia cualitativa» del Camino para indicar que las personas que realizaban la peregrinatio religiosa prácticamente desaparecieron, siendo sustituidas por unas tipologías de peregrinos —aquellos que la hacían por condena de un tribunal o por cuenta de otra persona que les pagaba— que habían ido apareciendo durante las décadas anteriores y que se expandieron de manera notable en este periodo. Adicionalmente, la infraestructura de hospitalidad extendida a lo largo de las rutas principales atrajo a quienes meramente buscaban aprovecharse de ella. Todo esto hizo que las rutas que conducían a Compostela se comenzasen a llenar de delincuentes, maleantes, mendigos sin recursos y vagabundos. Igualmente, supuso un aumento de la inseguridad con el surgimiento de bandas de asaltantes en algunos puntos y el aumento de la criminalidad entre los propios peregrinos.
Durante las décadas de 1520 y 1530, en muchos municipios comenzaron a aparecer ordenanzas en las que se prohibía el alojamiento de los «mendigos de Santiago». En las Cortes que se celebraron en Valladolid (1523), Toledo (1525), Madrid (1528) y otras, se legisló para que los peregrinos no saliesen del itinerario habitual. En 1569 se les prohibió que permaneciesen más de tres días en Compostela. Felipe II estableció en 1590 que quienes quisiesen emprender una peregrinación, debían obtener licencia de la autoridad donde viviesen y en la que constasen todos sus datos, el día de la expedición y el camino previsto que pretendiesen recorrer.
En el hospital de Roncesvalles quedó reflejado que, a principios del siglo XVII, una gran parte de los peregrinos que atravesaban los Pirineos eran: 

…vagamundos, olgazanes, valdios, inutiles, enemigos de trabajos y del todo viciosos, que ni son para Dios ni para el mundo. Por la mayor parte son castigados y desterrados de sus propias tierras, los quales para encubrir sus malas vidas hechanse a cuestas media sotanilla y una esclabina, un zurrón a un lado, calabaza al otro, bordón en la mano y una socia con titulo fingido de casados y discurren por toda España, donde hallan la gente mas charitativa y por otras partes de la christiandad, sin jamás acabar sus peregrinaciones, ni bolver a sus tierras o por haver sido açotados o desterrados dellas o por ser conocidos por gente vahune

(…) Con estas gentes la santa peregrinación antigua en estos tiempos esta deslustrada, convertidos los buenos propósitos en malos, la devoción en risa, y las virtudes haviendo succedido estas gentallas y chusmas viciosas y vahunas, valdías y heréticas, a aquellos santos peregrinos antiguos. Los caminos romeages y los santos hospitales y píos lugares que havían en ellos, para acoger y regalar a los buenos, sirven agora, como dize el Evangelio, de cuebas de ladrones.
Tipos de falsos peregrinos que pasaban por Roncesvalles hacia 1600, según el subprior Huarte (1550-1620).

La reforma religiosa en Europa durante el siglo XVI supuso otro factor adicional. No solo debido a que la teología de las nuevas iglesias reformadas rechazaba el culto a los santos y la consiguiente peregrinación, sino porque los territorios protestantes también prohibieron la entrada a los peregrinos.
Finalmente, otro elemento que causó la reducción del número de personas que emprendían el camino desde más allá de la península ibérica fueron las guerras en las que se vio involucrada Francia durante el siglo XVI y la primera mitad del XVII. Inicialmente guerras contra los Habsburgo que afectaron a Borgoña y territorios pirenaicos y después la guerra de religión entre hugonotes y católicos, durante la cual el sur del país estaba en manos de los protestantes. A esto se añadió la guerra de los Ochenta Años en los Países Bajos. Consecuencia también de los conflictos bélicos —en este caso entre Inglaterra y España— fue el ataque que realizó Francis Drake a Compostela en 1579, durante el cual, el obispo escondió las reliquias del apóstol detrás del altar mayor, donde permanecieron hasta su recuperación en 1879.
En el aspecto de libros sobre el Camino, en el siglo XVI se publicaron las guías francesas Le Chemin de Paris a Compostelle et combien il y a de Lieues de Ville en Ville y la Nouvelle Gvide des Chémins.

### Recuperación (segunda mitad delsigloXVIIysigloXVIII)

Santiago de Compostela en el.

La finalización de las guerras de religión conllevó un aumento de la seguridad en los caminos y permitió que desde mediados del siglo XVII aumentase paulatinamente el número de peregrinos, ahora con motivos más sinceros. Esta tendencia se mantuvo durante el siglo XVIII con la excepción de los años centrales, durante los que varios conflictos militares europeos dificultaron los viajes. Aunque todavía llegaban a Compostela algunos visitantes ilustres, como Juan de Austria o Mariana de Neoburgo, la tipología predominante de peregrino era de personas modestas.
Con el éxito de la Contrarreforma iniciada en el concilio de Trento, quedó confirmada la veneración de santos y reliquias dentro del catolicismo. Esto permitió que se mantuviese la base religiosa sobre la que se asentaba la peregrinación a Santiago. En cuanto a la infraestructura de acogida, las instituciones creadas como soporte de la peregrinación consiguieron mantenerse y seguir dando cobertura a los peregrinos. También las cofradías en Francia, Flandes, Alemania y Suiza pervivieron y continuaron con su apoyo. La recuperación hizo que aumentasen asimismo los ingresos de la Iglesia compostelana, lo que posibilitó una reforma en estilo barroco para la fachada principal de la catedral, que fue acometida entre 1738 y 1750.
Algunos relatos sobre el viaje redactados en esta época fueron el del clérigo boloñés Domenico Laffi Viaggio in Ponente a S. Giacomo di Galitia e Finisterre per Francia e Spagna (Bolonia, 1673) o el de Cosme de Médicis, quien llegó en 1669. También quedó la crónica de un falso peregrino: el sastre francés Guillermo Manier, quien emprendió el viaje en 1726 para huir de unas deudas que había contraído.

### Segunda crisis (sigloXIXy primera mitad delsigloXX)
El comienzo de la Edad Contemporánea marcó también el de una nueva crisis que se tornará profunda con los años debido a una serie de factores, tanto materiales como espirituales, y que llevará a su casi desaparición a mediados del siglo XX. Se considera, tradicionalmente, que el punto de inicio lo marcó la Revolución francesa.
En lo espiritual se produjo un proceso de secularización de la sociedad por el que el interés en peregrinar a Santiago decayó fuera de la península ibérica. Dentro de ella, ya lejanos los tiempos de la Reconquista, la figura de Santiago fue siendo sustituida por la de la Virgen María. A nivel europeo, las cofradías, que habían sido los mayores impulsores de la peregrinación, desaparecieron casi en su totalidad, y la fascinación que Compostela había ejercido entre los católicos se perdió.
En lo material, la inseguridad dentro de Francia y las guerras de Coalición en Europa que siguieron a la revolución, hicieron muy difícil el tránsito por los caminos. Dentro de los territorios ocupados por Francia, se procedió a la disolución de monasterios y la transformación de albergues y hospitales, con lo que se perdió la infraestructura de apoyo y alojamiento que habían ayudado a los peregrinos durante los siglos anteriores. En España, José Bonaparte eliminó el impuesto destinado al Voto de Santiago y redujo a una tercera parte el número de monasterios. Posteriormente —en 1820— se dispuso por ley la supresión de un buen número de hospitales e instituciones parecidas de las que, como ejemplo, solo en Burgos desaparecieron veintisiete.

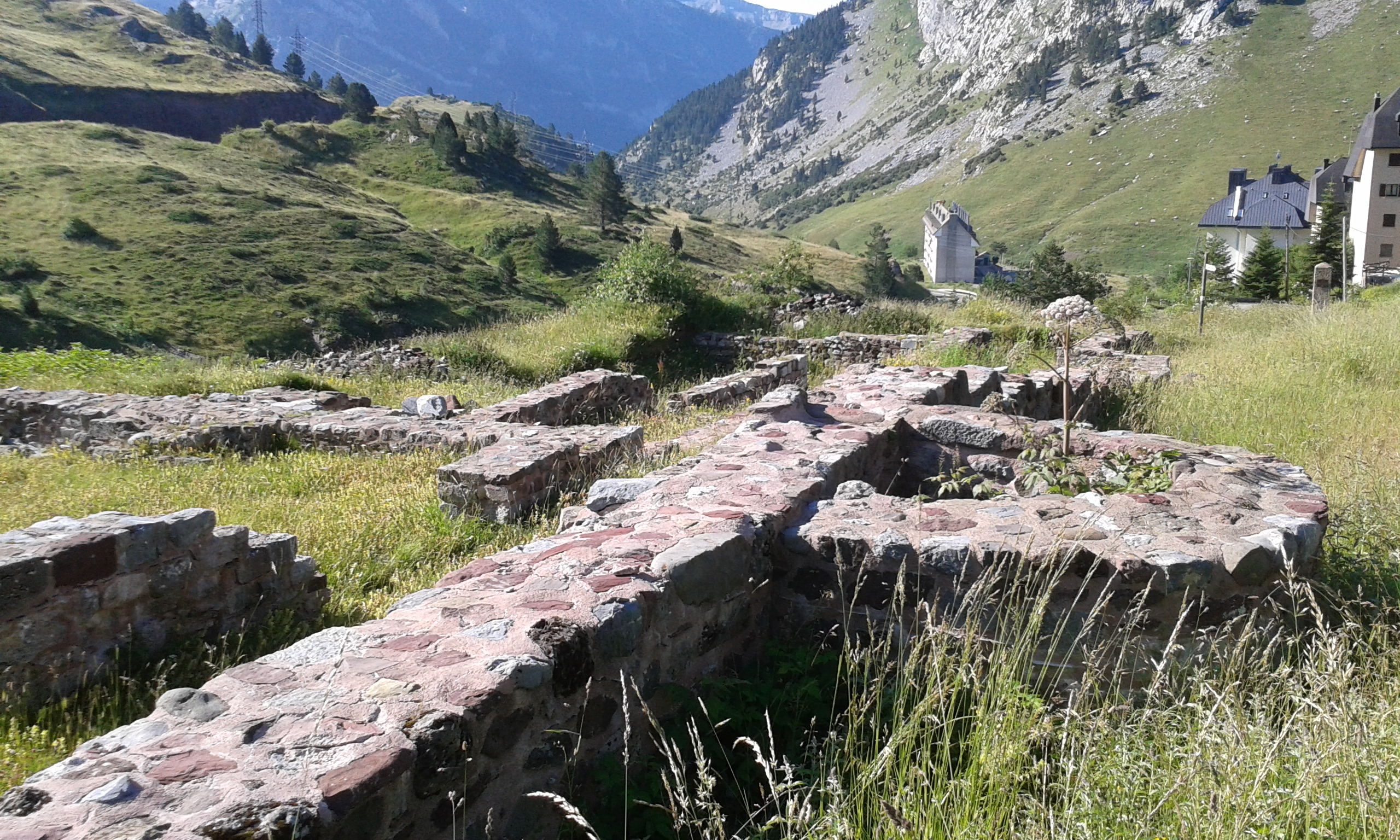
Ruinas del hospital de Santa Cristina de Somport. Las desamortizaciones del hicieron desaparecer la red de establecimientos que asistía y daba alojamiento a los peregrinos.

Para el periodo entre 1825 y 1905 (80 años) se tiene registro de la llegada a Compostela de 10 685 peregrinos (una media de 130 al año). Su procedencia era mayoritariamente peninsular y de fuera llegaron un número reducido, entre los que cabe señalar 199 italianos y 73 alemanes. La tipología mayoritaria la presentaban labradores o jornaleros, solteros, con pocos recursos y baja alfabetización que contaban con una edad entre los 40 y 60 años. Un factor positivo que permitió mantener las peregrinaciones lo marcó el redescubrimiento —en 1879— de los restos del apóstol que habían permanecido escondidos desde el ataque por Francis Drake en 1589.
Ya en el siglo XX, la progresiva secularización de la sociedad, los conflictos bélicos y el aislamiento de España hicieron que los pocos peregrinos que viajaban a Compostela, fuesen casi exclusivamente peninsulares. De hecho, durante las tres primeras décadas, fueron mayoritariamente gallegos que llegaban en viajes organizados. Las peregrinaciones se centraron estacionalmente en la festividad de Santiago o cuando tenía lugar un Año Santo Jacobeo. En ellos, se mantuvo la «ofrenda al Apóstol» por el jefe de Estado hasta que la llegada de la II República lo eliminó en la práctica, no recuperándose hasta finalizada la Guerra Civil.

### Recuperación desde mediados delsigloXX
Pasada la II Guerra Mundial, surgió un ambiente político y cultural en Europa que buscaba la integración entre sus países como medio de evitar los conflictos armados que habían asolado al continente en el pasado. En este contexto, se buscaron y potenciaron los elementos comunes, algo que, a la larga, ayudó al renacimiento de la peregrinación jacobea. Adicionalmente, en una España caída en el aislamiento político, que intentaba volver a Europa y donde el turismo se veía como un sector fundamental de la economía, las Administraciones Públicas también acabaron apoyando los esfuerzos que realizaban laicos y eclesiásticos por recuperarla.
Las dos primeras asociaciones modernas para la promoción de la peregrinación a Compostela aparecieron en París (1950) y Estella (1962), la de esta última ciudad llevaba desde varios años antes funcionando de manera informal, apoyando a los escasos peregrinos y organizando actividades relacionadas con el Camino. Se comenzó a diferenciar entre lo que era «viajar a Santiago» con los modernos medios de transporte y «peregrinar a Compostela». Esto último, la peregrinación a pie, se consideraba como «cosa del pasado». Algo que solo unos pocos acometían como una aventura donde, sobre la mera base de una relación de las poblaciones, cada peregrino debía buscar algún camino para ir de una a otra. Algunos de ellos publicaron, durante la década de 1960, libros con su experiencia en los que dejaron constancia de lo precario del camino y de lo poco habitual de los caminantes, quienes, a veces, eran confundidos con delincuentes sujetos a la ley de vagos y maleantes —de hecho, la asociación parisina desarrolló en 1958 la «credencial de peregrino» con el objetivo de evitar este problema—. Unos de estos aventureros fueron tres miembros de la asociación de Estella, quienes —en 1963— realizaron una peregrinación a pie con el objetivo de recopilar información sobre el trazado de la ruta y darla a conocer al gran público, objetivo que cumplieron, ya que su aventura fue recogida por varios medios nacionales y extranjeros.

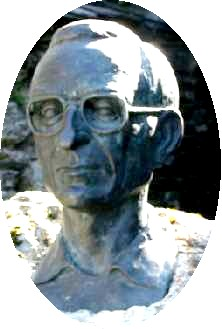
Busto de Elías Valiña, considerado una de las personas que más contribuyó la recuperación del Camino de Santiago.

La propia Iglesia católica se implicó decididamente en la recuperación de la peregrinación jacobea. Ya en 1954, el cardenal Quiroga publicó una carta pastoral en la que animaba a peregrinar a Santiago. En 1975, el papa Pablo VI concedió a perpetuidad el derecho de Compostela para celebrar años jubilares, y el año siguiente se implantó la «misa del peregrino». Ya iniciada la década de 1980, fue Juan Pablo II quien apoyó personalmente la peregrinación viajando a Compostela en 1982 y siendo, históricamente, el primer papa en ejercicio que lo hacía. Siete años más tarde, en 1989, se celebró en Santiago la IV Jornada Mundial de la Juventud, lo que le dio ocasión para repetir su visita. Su sucesor Benedicto XVI también la realizaría en 2010. A un nivel de base, en 1985 —en el que cumplieron los cien años de la bula Deus Omnipotens— se celebró un congreso en Compostela que se ha venido a denominar como el «encuentro de los curas del Camino», en el que los sacerdotes de las localidades revisaron la infraestructura de alojamiento que se ofrecía a los peregrinos para intentar mejorarla, especialmente en Santiago de Compostela, donde, además, acordaron crear una oficina de información. También se acordó unificar y mejorar los carnets de peregrino; poner a su disposición los «libros de los peregrinos» para que pudiesen dejar una reseña de su paso; mejorar la atención a los peregrinos e impulsar la creación de asociaciones de amigos del Camino. Como coordinador de las actuaciones que hubiese que hacer, eligieron por unanimidad a Elías Valiña. Dos años más tarde —en 1987— las diferentes asociaciones de amigos del Camino de Santiago que habían ido surgiendo en los años anteriores se acabaron de coordinar y celebraron su primer congreso internacional en Jaca. La organización se fue secularizando en los años siguientes y las instituciones eclesiásticas cedieron su protagonismo a asociaciones laicas. Gracias a su trabajo, a partir de mediados de los 1970 se comenzó a crear una infraestructura de alojamiento y apoyo similar a la que existía en el Medievo y que pronto consiguió cubrir desde Roncesvalles hasta Compostela.
Durante este periodo se realizaron, también, otras acciones que incidían en el estudio histórico y en los aspectos culturales de la peregrinación a Santiago. Entre 1948 y 1949 los historiadores Vázquez de Parga, Lacarra y Uría Ríu publicaron su extensa obra Las peregrinaciones a Santiago de Compostela que proporcionó la base para una multitud de investigaciones y trabajos posteriores. En 1956 apareció la revista Compostelanum y se creó un Centro de Estudios Jacobeos. En varias ciudades europeas se efectuaron exposiciones y congresos que mostraban su historia y legado cultural: Madrid (1950, 1954, 1963); Santiago de Compostela (1950, 1961, 1965, 1993, 1999); París (1965); Perugia (1982); Pistoia (1984); Aquisgrán (1987); Bamberg (1987) y sobre todo, Gante (1985) que atrajo a más de 100 000 visitantes y de cuyo catálogo se vendieron 10 000 ejemplares.

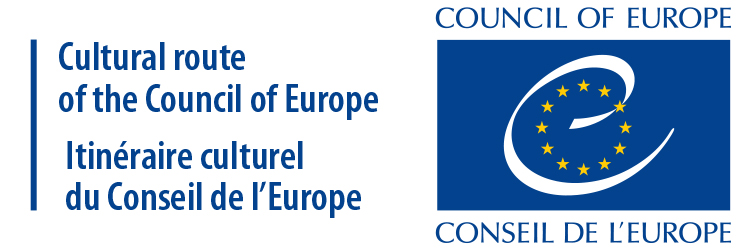
El primer reconocimiento que recibió el Camino de Santiago fue su designación como Itinerario Cultural Europeo en 1987.

En 1985, se consiguió que la ciudad de Santiago de Compostela quedase incluida en la lista de ciudades Patrimonio de la Humanidad, lo que provocó que se preparase la solicitud para que el Camino recibiese el mismo reconocimiento. En ello se implicaron varios ministerios, en especial, el de Obras Públicas que encargó a Jean Pasini un estudio sobre el trazado histórico del camino. Dos años más tarde, en 1987, el Consejo de Europa lo calificó como el primer Itinerario Cultural Europeo. En 1991, Manuel Fraga impulsó una decidida promoción y adecuación del camino con vistas al siguiente año jubilar de 1993, año en el que, finalmente, se obtuvo el buscado reconocimiento como Patrimonio de la Humanidad.

## La peregrinación a Santiago de Compostela en la actualidad
El gran éxito alcanzado por la promoción realizada con motivo del año jubilar de 1993 —en el que llegaron cerca de 100 000 peregrinos a Compostela— dio a conocer, definitivamente, el moderno Camino de Santiago al gran público. La infraestructura de apoyo que se creó, la disponibilidad de información y la facilidad para obtenerla hicieron que se extendiese el interés en realizar la peregrinación jacobea. Fruto de esto, el número de personas que llegan anualmente a Compostela no ha parado de aumentar y alcanzó en 2023 la cifra de casi 446 073 peregrinos, lo que no había ocurrido antes, ni siquiera en los años jacobeos.
| Año   | Peregrinos |
| ----- | ---------- |
| 1970  | 68         |
| 1971¹ | 451        |
| 1972  | 67         |
| 1973  | 37         |
| 1974  | 108        |
| 1975  | 74         |
| 1976¹ | 243        |
| 1977  | 31         |
| 1978  | 13         |
| 1979  | 231        |
| 1980  | 209        |
| 1981  | 299        |
| 1982¹ | 1868       |
| 1983  | 146        |

| Año   | Peregrinos |
| ----- | ---------- |
| 1984  | 423        |
| 1985  | 690        |
| 1986  | 1801       |
| 1987  | 2905       |
| 1988  | 3501       |
| 1989² | 5760       |
| 1990  | 4918       |
| 1991  | 7274       |
| 1992  | 9764       |
| 1993¹ | 99 436     |
| 1994  | 15 863     |
| 1995  | 19 821     |
| 1996  | 23 218     |
| 1997  | 25 179     |

| Año   | Peregrinos |
| ----- | ---------- |
| 1998  | 30 126     |
| 1999¹ | 154 613    |
| 2000³ | 55 004     |
| 2001  | 61 418     |
| 2002  | 68 952     |
| 2003  | 74 614     |
| 2004¹ | 179 944    |
| 2005  | 93 924     |
| 2006  | 100 377    |
| 2007  | 114 026    |
| 2008  | 125 133    |
| 2009  | 145 877    |
| 2010¹ | 272 703    |
| 2011  | 179 919    |

| Año   | Peregrinos |
| ----- | ---------- |
| 2012  | 192 488    |
| 2013  | 215 880    |
| 2014  | 237 583    |
| 2015  | 262 516    |
| 2016  | 278 041    |
| 2017  | 301 006    |
| 2018  | 327 378    |
| 2019  | 347 578    |
| 2020  | 54 144     |
| 2021¹ | 178 914    |
| 2022¹ | 438 307    |
| 2023  | 446 073    |
| 2024  |            |
| 2025  |            |

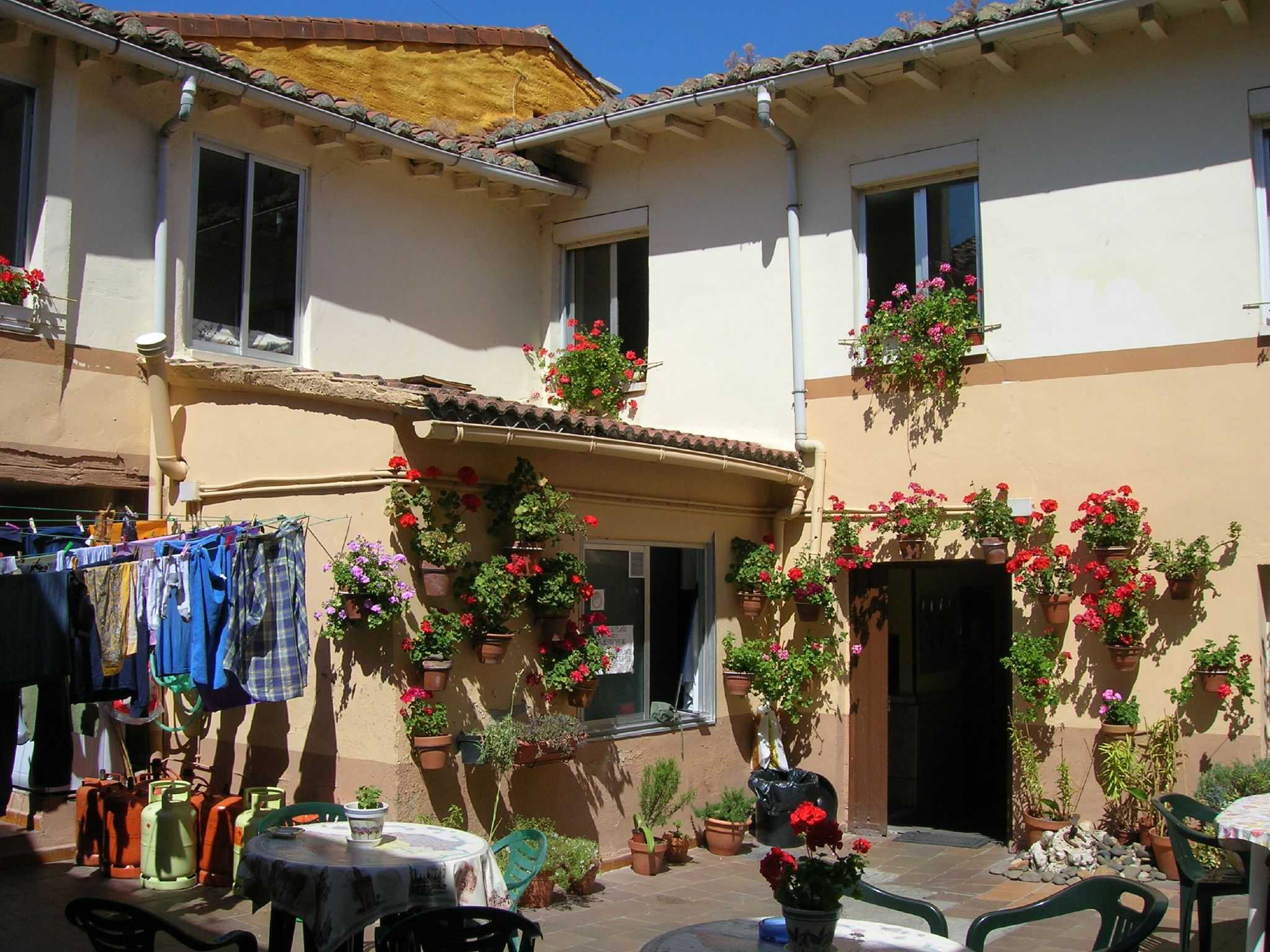
Albergue de peregrinos en Mansilla de las Mulas. Estos establecimientos de acogida son una de las bases del fenómeno jacobeo actual.

En la base del fenómeno jacobeo se encuentran las asociaciones de Amigos del Camino de Santiago, quienes han asumido un buen número de tareas, tales como la creación y gestión de albergues; la formación y distribución de los hospitaleros; el mantenimiento de la señalización en los caminos; su defensa y conservación, así como la edición de publicaciones y el desarrollo de mapas. Su número ha ido creciendo desde finales del siglo XX y en 2017 superaban las 35 dentro de España, a las que habría que sumar las existentes en países del extranjero.
Ya en 2008, se consideraba que la peregrinación jacobea se había convertido en la más importante del mundo cristiano. El gran número de personas que la realizan, ha llevado a estudiar sus motivos. Según lo que ellos mismos declararon en la Oficina del Peregrino durante 2018, para el 43 % son índole religiosa; para el 48 % tienen un trasfondo religioso/cultural y para el 9 % restante, meramente cultural. Desde un enfoque más profundo se ve a la peregrinación como una experiencia espiritual, donde la persona vuelve a su dimensión más sencilla como parte del medio natural y deja a un lado el ambiente de tecnología que le rodea en su vida cotidiana. Su ejercicio se ve como «una escuela excepcional de humanidad», donde la marcha sacrificada permite conocer la fuerza y flaqueza tanto del cuerpo como de la voluntad, mientras que el tiempo se ralentiza con el lento ritmo del andar, permitiendo así una meditación en profundidad.

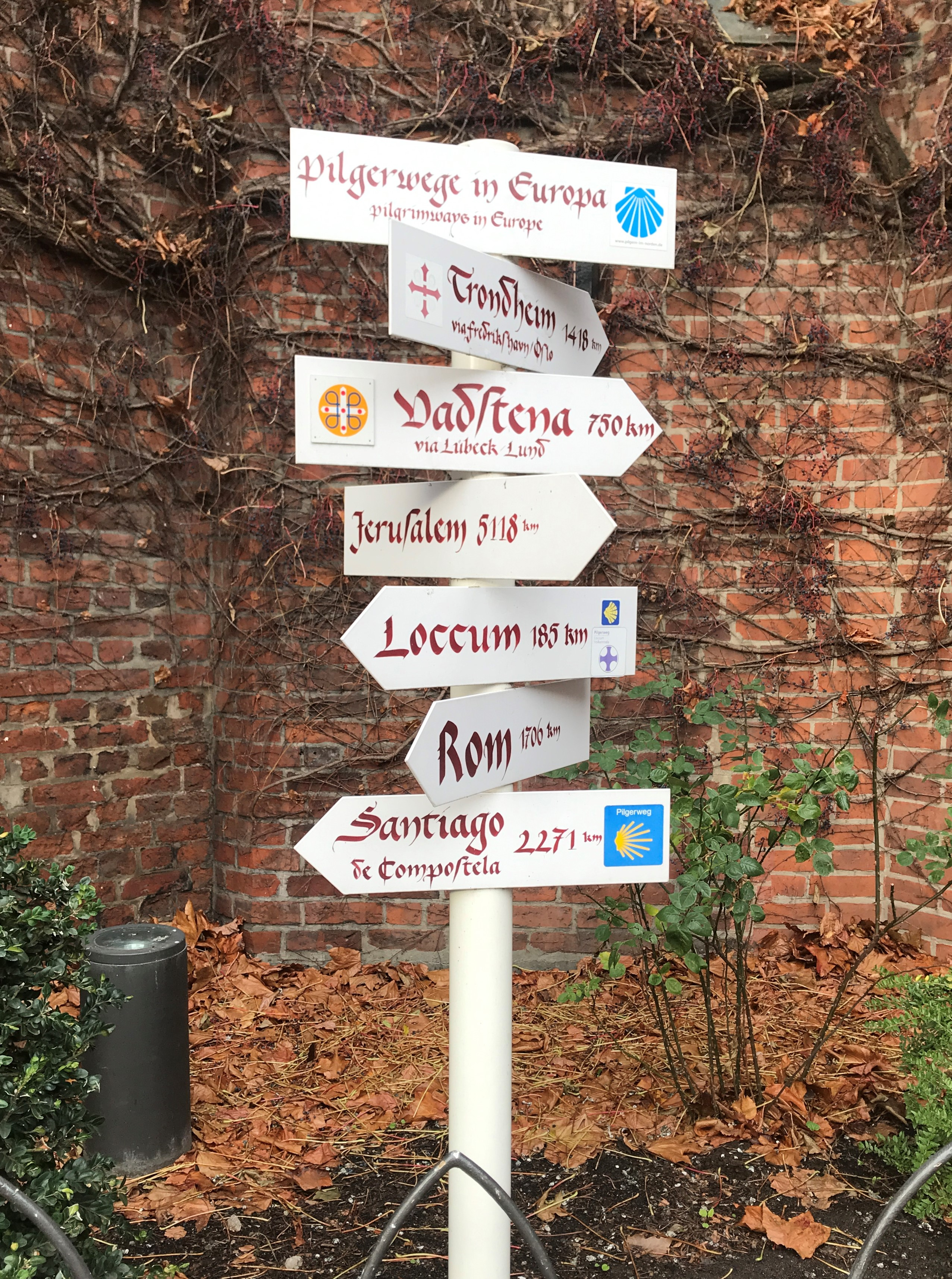
Cartel indicador de destinos de peregrinación situado junto a la iglesia evangélica luterana de St. Jacobi en Hamburgo. No toda la teología protestante actual rechaza las peregrinaciones y parte de ella aprecia la experiencia espiritual que suponen.

Para las personas cristianas, la culminación llega cuando acceden al templo donde se veneran los restos de un apóstol y en el que, con la sencillez adquirida durante las jornadas de peregrinación, rezan por todo lo que les importa en la vida. Dentro de un ambiente ecuménico entre las iglesias cristianas, la peregrinación religiosa ha trascendido la teología católica, y el interés por realizarla se ha extendido en las áreas con iglesias reformadas, donde había desaparecido desde el siglo XVI. Se considera que las críticas de Lutero sobre los abusos de las peregrinaciones no las invalidan en sí mismas y se pone el énfasis en que estas suponen un viaje al interior de cada persona, dejando a un lado las cosas materiales de este mundo; una experiencia que proporciona tiempo de reflexión, simplicidad y paz interior. Relacionado con este aspecto de la peregrinación ha aparecido un nuevo tipo que no tiene como objetivo final llegar a Compostela o cualquier otro destino, sino meramente vivir la experiencia espiritual de caminar varios días por alguna de las rutas existentes. Se da principalmente en regiones muy alejadas —donde para llegar a Santiago habría que emplear varios meses—, y en aquellas que son de teología protestante ha aparecido la figura del «pastor de peregrinos» que informa, organiza y acompaña a los fieles.
Las personas no creyentes, por su parte, se sienten asimismo atraídas por la experiencia espiritual que supone «hacer el Camino», y no pocos reconocen en él una capacidad de «poner en comunicación con una realidad trascendente aunque para ellos no tenga rostro o nombre».
Aparte de los anteriores aspectos espirituales, la peregrinación jacobea es objeto igualmente de un uso turístico y deportivo. Ya en 2005, se señalaba que un buen número de peregrinos no parecían seguir motivos religiosos o espirituales, sino más bien lúdico-deportivos, y su comportamiento durante la ruta no era muy acorde con el espíritu de peregrinaje. Se empezó a concebir el Camino de Santiago como producto turístico buscando su promoción y comercialización como tal. Surgió el vocablo «turigrino», y entre los hospitaleros se extendió la máxima de que «el peregrino agradece y el turista exige». Por parte de las Administraciones, sin embargo, se ha visto este enfoque como una vía para mejorar la economía y dinamizar áreas de poca población, lo que les ha llevado a invertir recursos en su adecuación y promoción.
El gran número de peregrinos que llegan a Compostela ha hecho, también, que se levanten voces alertando de la masificación que comienza a presentar el Camino y la posibilidad de que este «muera de éxito». Se ha producido una división de opiniones entre las asociaciones de peregrinos y las autoridades civiles. Las primeras critican que se busque meramente aumentar el número de turistas y que la Iglesia conceda la compostela simplemente tras recorrer los últimos cien km, causando una masificación extrema en este tramo, donde los elementos de espiritualidad, soledad y encuentro consigo mismo quedan desvirtuados. Esta preocupación les llevó a que, en 2014, acordasen solicitar a la UNESCO la inclusión del Camino dentro de la lista de Patrimonio de la Humanidad en peligro. Iniciativa que no fue compartida por las autoridades civiles y que actualmente —agosto de 2020— no ha sido atendida. Para estas autoridades, la masificación no es evidente y la manera de evitar que aparezca consiste en la promoción de rutas alternativas al Camino Francés para llegar a Compostela.

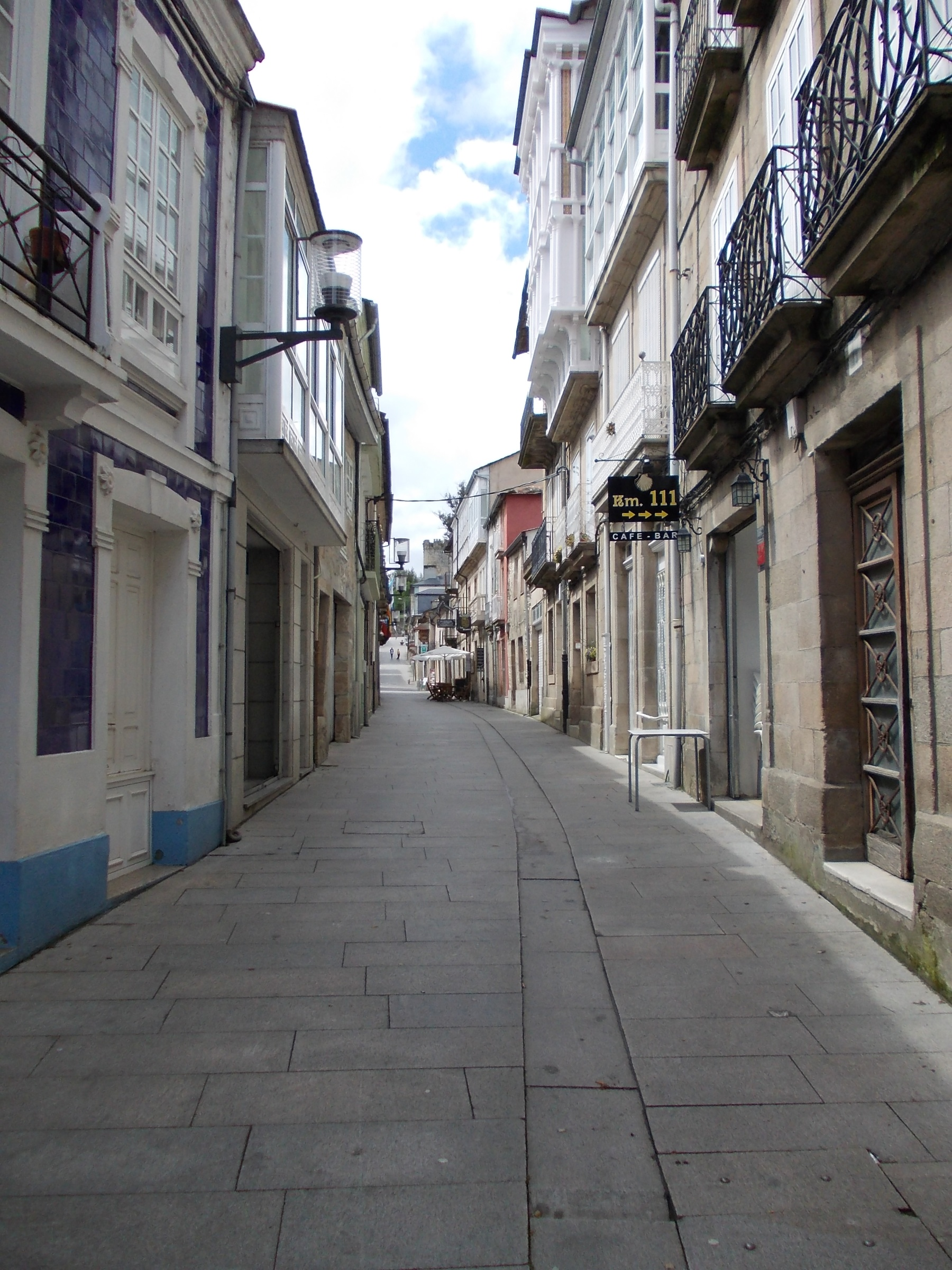
El Camino de Santiago a su paso por Sarria. Esta localidad —situada a 114 km de Compostela— es la más seleccionada por los peregrinos para comenzar su viaje. Cuenta con 21 albergues que ofrecen un total de 700 plazas.

Sobre los peregrinos que llegan a Compostela, se realizan estadísticas, siendo la más importante la que publica, mensual y anualmente la «Oficina de acogida del peregrino». De sus datos se desprenden varias características de la peregrinación actual.
Debido a que es una actividad realizada al aire libre, la llegada de peregrinos se concentra en los meses con mejor clima. Así, en 2018, entre mayo y octubre lo hicieron el 86 % de ellos. La mayor afluencia se alcanzó en agosto cuando llegaron 60 415 personas a Compostela, una media de casi 2000 al día.
En 2017, se realizó mayoritariamente a pie (93 %) e indistintamente por hombres (51 %) y mujeres (49 %). Los extranjeros (56 %) superaron ligeramente a los españoles (44 %), siendo su nacionalidad, entre ellos, principalmente italiana (16 %), alemana (14 %) y estadounidense (10 %).
En 2017, el grupo mayoritario lo representaban aquellos que comenzaron su camino a unos 120 km de Compostela (un 41 %) y su lugar de inicio favorito fue Sarria, desde donde salieron el 58 % de ellos.
Los peregrinos que empiezan su viaje más allá de los Pirineos, son muy minoritarios. En 2017, solo lo hicieron 6900 personas (el 2,3 %). Principalmente partieron de algún lugar en Francia (5490), destacando en este sentido la localidad de Le Puy-en-Velay (3134).

## La formación de los caminos de Santiago

### Itinerarios dentro del reino de Asturias al descubrimiento de la tumba

Mapa del norte peninsular al descubrimiento de la tumba. Para viajar desde el área cercana a Oviedo hasta el Locus Sancti Iacobi se utilizaba un itinerario heredero del antiguo sistema viario romano.

Las primeras rutas seguidas por los peregrinos que querían visitar la recién descubierta tumba, vinieron determinadas por la situación de los restos de Assegonia dentro de la red viaria heredada de la época romana.
Los caminos de esta red no desaparecieron, sino que siguieron usándose durante la Edad Media. El origen de los fieles, por su parte, lo determinaba la extensión del territorio controlado por los reinos cristianos dentro del proceso de la Reconquista. Durante el reinado de Alfonso II, el territorio asturiano se centraba en la región transmontana de la cordillera Cantábrica y el límite sur lo marcaba una línea que, partiendo entre Pontevedra y Tuy, pasaba por la vertiente sur de las montañas y dejaba a Ponferrada, Astorga y León dentro de la «tierra de nadie».
En época romana discurrían junto a Assegonia dos calzadas: la XX per loca maritima en dirección sur–norte, y la XIX Bracara Asturicam que —por el este— llegaba desde Lugo. Esta última ciudad estaba, a su vez, conectada con Lugo de Llanera mediante la vía Lucus Asturum a Lucus Augusti que contaba con ramales secundarios para el acceso a ella desde diferentes partes de las montañas.

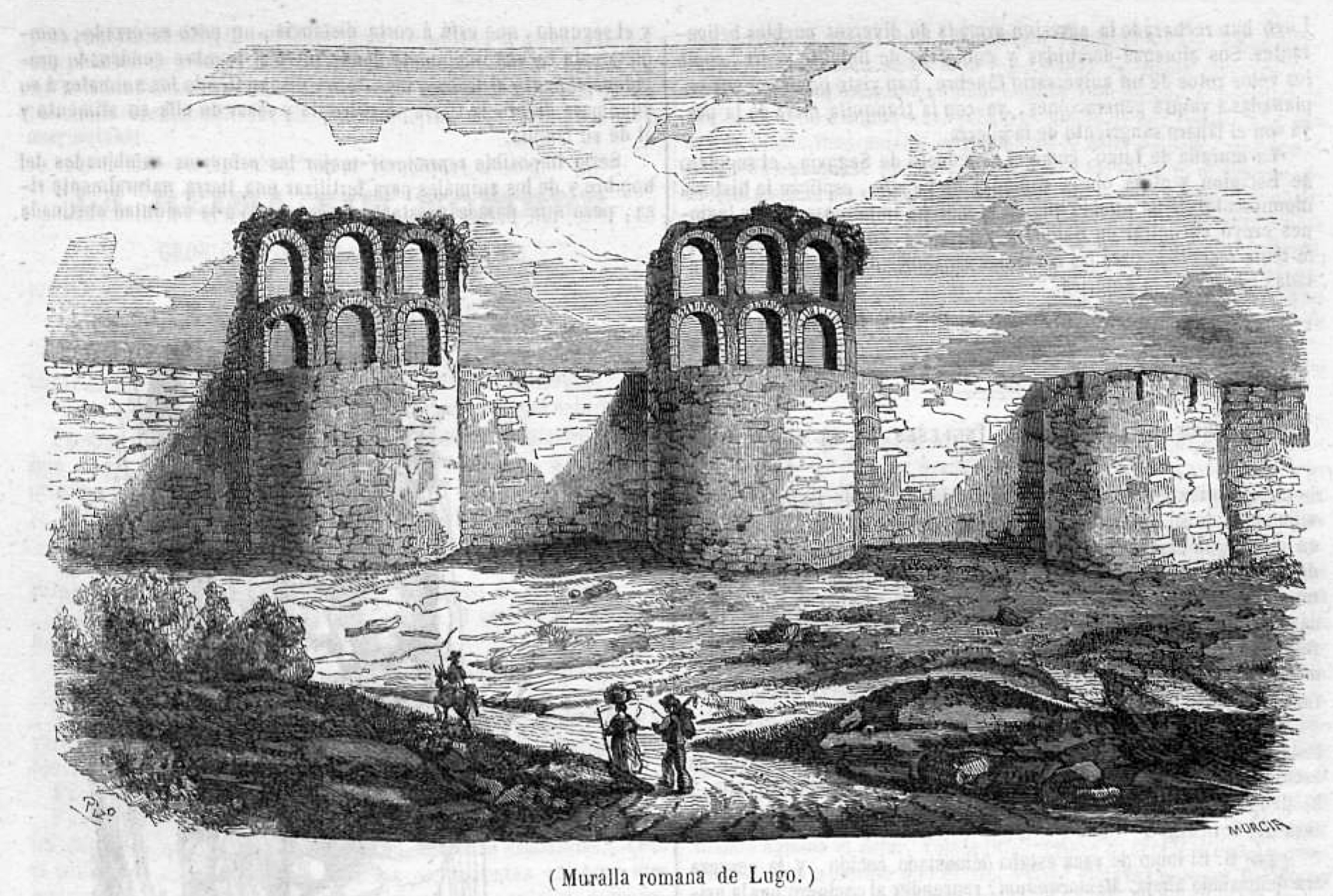
La antigua ciudad romana de Lugo fue la población principal por la que se articuló la ruta entre Oviedo y Santiago de Compostela.

Cuando Alfonso II estableció la capital en Oviedo, su comarca se convirtió en el área central del reino. Sus habitantes utilizaron, entonces, la antigua vía Lucus Asturum a Lucus Augusti para dirigirse a Lugo y desde ahí, a la tumba apostólica. El camino partía de Oviedo por San Lázaro de Paniceres y cruzaba el río Nora por puente Gallegos para continuar por El Escamplero, franquear el río Nalón y llegar a Grado. Proseguía por Villapañada, el cauce del arroyo Ferreira y Cabruñana hasta Doriga —donde en época romana existió una mansio— y después de cruzar el río Narcea, llegaba a Cornellana. Tras esta localidad, se adentraba por el valle del río Nonaya hasta Salas —un importante lugar de cruce de rutas regionales— y siguiendo el cauce, pasaba por Bodenaya y La Espina para llegar a Tineo. Continuaba por Borres y La Lavadoria tras lo que cruzaba el río Nisón y ascendía al puerto del Palo para proseguir por Montefurado, Lago, Berducedo, Grandas de Salime, Castro y Peñafuente hasta llegar al puerto del Acebo. Ya en territorio gallego, la ruta seguía por Fonsagrada, Padrón, Villardongo, Pedrafitela y Montouto. Continuaba por Paradabella, Degolada, Lastra, Fontaneira, Trabeiro, Cádavo, Pradeda, Alto de la Baqueriza, Vilalle y Castroverde.
Pasada esta localidad, avanzaba por Trashorras, San Miguel de Recesende, Souto, San Payo, Paderne, Romeán, Bascuas, Carballido, Jazay, Castelo y El Rato, tras lo que finalizaba en Lugo. Desde esta ciudad fortificada proseguía por la ruta heredera del tramo de la XIX Bracara Asturicam que pasaba por el naciente Locus Sancti Iacobi.
Los habitantes del área situada en el norte, junto al mar Cantábrico, podían seguir un itinerario ya existente en época romana el cual comunicaba el río Deva con el Eo y desde allí, con Lugo. Los de las zonas costeras occidentales, por su parte, tenían a su disposición la antigua vía XX per loca maritima con la que podían acceder a la tumba del apóstol desde los territorios en torno a Pontevedra —al sur— o desde el área de La Coruña —al norte—.

### El itinerario clásico del Camino de Santiago

Mapa del norte peninsular en 1035. El avance de los reinos cristianos permitió controlar todo el trayecto de la antigua calzada a Burdeos. Sobre esta base y tras varias desviaciones se formó el itinerario clásico del Camino de Santiago.

Durante los reinados de Ordoño I (850-866) y su hijo Alfonso (866-910), el reino asturiano consiguió extender y consolidar su frontera hasta el río Duero. Quedó, entonces, dentro de su territorio una buena parte de la vía XXXIV Ab Asturica Burdigalam con sus poblaciones de Ponferrada, Astorga, León o Carrión. Los habitantes de los nuevos territorios sureños dispusieron de este camino para dirigirse al oeste hasta Lugo, y desde ahí, al Locus Sancti Iacobi. Igualmente, se afianzó el dominio cristiano del alto Ebro, lo que dejó expedito su uso completo hasta territorio franco.
El camino que seguían los primeros peregrinos transpirenaicos era la citada vía romana Ab Asturica Burdigalam que comunicaba Burdeos con Astorga y que entraba en la península por el puerto de Roncesvalles, tras lo que llegaba a Pamplona. Desde esta ciudad continuaba hacia el oeste por los valles de los ríos Araquil y Zadorra, después llegaba a la actual Miranda para franquear el río Ebro y proseguía hasta el importante cruce de Briviesca, donde se unía a la calzada que venía desde Zaragoza discurriendo al sur del Ebro. El trayecto entre Pamplona y Miranda le permitía salvar, por el norte, el obstáculo natural que suponían las sierras de Andía y Urbasa.

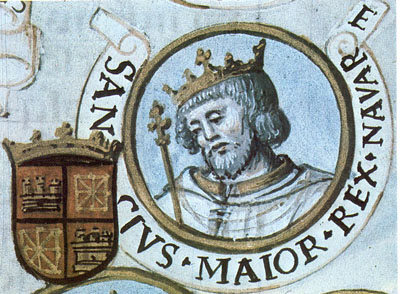
Sancho el Mayor estableció el trayecto del Camino de Santiago por tierras riojanas.

Sancho el Mayor desvió el camino durante el primer tercio del siglo XI e hizo que su trazado pasara más al sur por un terreno despejado, donde previamente —por necesidades militares— había desarrollado un itinerario protegido con fortalezas que discurría por La Rioja. El nuevo atravesaba los valles del Arga, río Salado y Ega para llegar, inicialmente, hasta algún punto cerca de Logroño, donde cruzaba el Ebro y, a partir de 1095, por la propia ciudad tras repoblarse y repararse su puente. Desde ahí se dirigía a Nájera, continuaba hasta Burgos y, poco antes de llegar, se unía de nuevo con la antigua calzada romana, aunque al salir de la ciudad volvía a abandonarla para proseguir por un camino alternativo hasta Carrión. Este nuevo itinerario, a pesar de la peor calidad del firme, tuvo la ventaja de pasar por más núcleos habitados que la antigua vía romana que discurría al norte.
Avanzando hacia el oeste, una vez pasado Sahagún, la calzada llegaba cerca del río Porma y tras cruzarlo, desde el trazado principal partía un ramal que se dirigía a León. Desde esta ciudad, salía hacia el norte un camino que, cruzando las montañas, la conectaba con Oviedo. Para retomar la calzada, la ruta seguía una vía romana secundaria que pasaba por el actual Valverde y se volvía a unir a la principal cuando franqueaba el río Órbigo. Poco después de este punto llegaba al importante cruce de Astorga, donde finalizaba.
Desde Astorga partía hacia el oeste la antigua vía XIX Bracara Asturicam. Para salvar el obstáculo natural que suponían los montes de León y llegar a Ponferrada, la calzada original pasaba por el puerto del Manzanal. A pesar de que algunos peregrinos usaban este antiguo trazado, se desarrolló un recorrido alternativo, al sur del anterior, que pasaba por el puerto de Foncebadón y que fue mucho más utilizado.

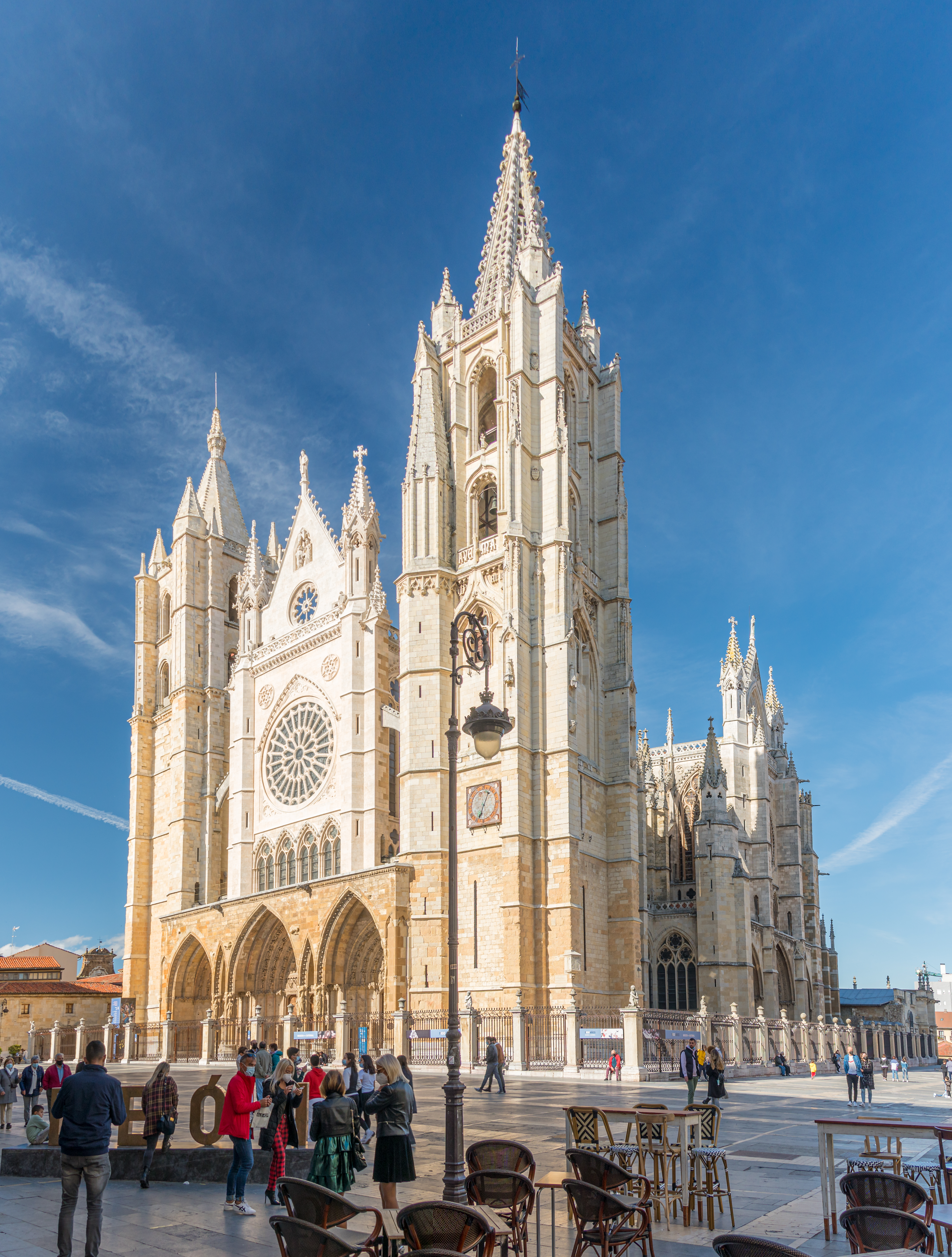
Catedral de León. Desde inicios del, esta población se convirtió en la capital del nuevo reino de León y uno de los más importantes lugares de paso dentro del Camino de Santiago.

Tras Ponferrada, la calzada cruzaba los ríos Cúa y Burbia por Cacabelos y Villafranca, respectivamente, se internaba por el valle del río Valcarce y pasaba la montaña por Ambasmestas. Aunque poco después de este punto, el camino seguía hasta Lugo, se desarrolló otro itinerario más directo que, dirigiéndose por El Cebrero y Barbadelo, cruzaba el Miño en Puertomarín y volvía a unirse a la antigua ruta romana a la altura de Palas de Rey. Esta proseguía hacia el suroeste hasta llegar al Locus Sancti Iacobi, donde se unía también con la antigua XX per loca maritima que venía desde el área de La Coruña.
La mención más antigua que se conserva del uso como ruta para llegar a Compostela aparece en la Crónica Silense redactada ca. en 1110 y en un pasaje que relataba hechos de Sancho el Mayor ocurridos durante la década de 1030:

ab ipsis namque Pirineis iugis adusque castrum Nazara quidquid terre infra continetur a potestate paganorum eripiens, iter Sancti Iacobi quod barbárico timore per devia Alave peregrini declinabant absque retractionis obstáculo currere fecit.

Alcanzados los años centrales de ese siglo XI, fue ya de uso común el referirse al itinerario como «Camino de Santiago» o «camino de los francos». Se erigieron en él un buen número de hospitales a lo largo de su trayecto, incluyendo los puertos de montaña que presentaban especial dificultad. Para el cruce de los ríos se acondicionaron puentes o se levantaron donde no existían. De esta manera, para finales de la centuria ya había quedado bien establecida la ruta que, con variaciones menores, fue la que usaron los peregrinos durante los siglos siguientes.

Mapa del Camino de Santiago según lo describía en 1380 el Itinerario de Brujas. Incluía el desvío por Oviedo para visitar el Arca Santa.

El itinerario quedó unido a la antigua ruta desde Oviedo debido a la popularización del culto al Arca Santa durante el siglo XII y que convirtió a este destino en la segunda peregrinación en importancia dentro de la península ibérica. Esto hizo que un buen número de peregrinos se desviase desde León y optasen por seguir a Santiago a través de la antigua capital asturiana, a pesar de tener que utilizar un camino que se consideraba «mal poblado y estéril y mucho mas montuoso que el otro».
Para llegar a Oviedo se dirigían por La Robla, Puente de Alba, La Pola de Gordón, Buiza, Villasimpliz, Villamanín, el puerto de Pajares, Puente de los Fierros, Campomanes, Mamorana, Pola de Lena, Ujo, Mieres del Camino, El Padrún, Olloniego y Manjoya. Después, continuaban hacia Lugo utilizando el antiguo camino por Grado, Salas, Tineo y Castroverde. Tras la ciudad amurallada, proseguían por San Juan del Alto, El Burgo, El Hospital, Retorta y Ferreira de Negral hasta llegar a Libureiro, donde volvían a unirse al camino principal.

### Rutas medievales para llegar al Camino de Santiago

Mapa de los principales itinerarios europeos en el que se dirigían al inicio del Camino de Santiago en los Pirineos. Los peregrinos utilizaron para viajar las rutas comerciales existentes, ya que disponían de mejor infraestructura.

Para llegar al Camino de Santiago, los peregrinos seguían principalmente la red de vías comerciales que existían, dado que estas eran las mejor dotadas de infraestructura. Estos itinerarios les permitían conectar con la vía principal en diversos puntos de su recorrido entre los Pirineos y Compostela.
Dentro de la península ibérica se utilizaron varias rutas. Por la cornisa cantábrica se formó una por la unión de pequeños caminos comarcales y que conectaba la desembocadura del río Bidasoa con el área cercana a Oviedo. Ya en el sur, la zona cristiana peninsular se fue ampliando conforme los reinos cristianos avanzaban en el proceso de Reconquista. Los habitantes de los nuevos territorios utilizaron, entonces, los antiguos caminos que atravesaban la meseta central o seguían el curso del río Ebro y que les permitían conectar con el Camino de Santiago. Junto a la costa atlántica se tomaba la antigua calzada que partía desde Lisboa y que, a través de Coímbra, Oporto y Braga, entraba en Galicia para llegar directamente a Compostela. Por la mitad occidental se usaron varios que partían de Sevilla, cruzaban la vertiente occidental del Sistema Central, se unían en Salamanca y conectaban con el camino principal en León, Astorga o Molinaseca. Desde el sur y sureste peninsular, por su parte, partían rutas que se unían en Toledo para cruzar el Tajo y continuaban por la Meseta Central a través de Tordesillas —donde atravesaban el Duero— y llegaban a Astorga. La conexión desde el este peninsular se articuló, a su vez, por el valle del Ebro, donde confluían caminos procedentes de la costa valenciana y catalana.
Para llegar al inicio del Camino de Santiago en los Pirineos, se formaron en Francia cuatro itinerarios principales que unían una serie de santuarios destacados y que comenzaban en París, Vézelay, Le Puy-en-Velay y Saint-Guilles, respectivamente. Los tres primeros cruzaban la montaña por Roncesvalles, mientras que el último lo hacía por Somport. Sobresalieron entre ellos el que comenzaba en París y el que lo hacía en la desembocadura del río Ródano puesto que fueron utilizados también por los peregrinos que habían iniciado su viaje más allá del reino francés: en Flandes, el Sacro Imperio Romano Germánico e Italia.
En estas áreas geográficas tan alejadas se usaron las vías comerciales importantes que las atravesaban en dirección a Francia. Se pueden distinguir tres grupos: las del norte que cruzaban el Rin por Colonia o en su desembocadura para seguir, después, hacia París; las centrales, que se dirigían hacia los Alpes y los bordeaban por el norte para continuar por el valle del Ródano hacia Montpellier, así como los que transitaban al sur de la cordillera procedentes del área austrohúgara o de la península itálica y que también se dirigían hacia Montpellier.
Un tipo de recorrido diferente lo representaron los viajes marítimos utilizados por los habitantes de las islas británicas y la costa norte europea donde se extendía la Liga Hanseática. Buena parte de ellos eran viajes colectivos y organizados con destino a los puertos de Burdeos y La Coruña.

## Los Caminos de Santiago en la actualidad

### Recuperación de los trazados

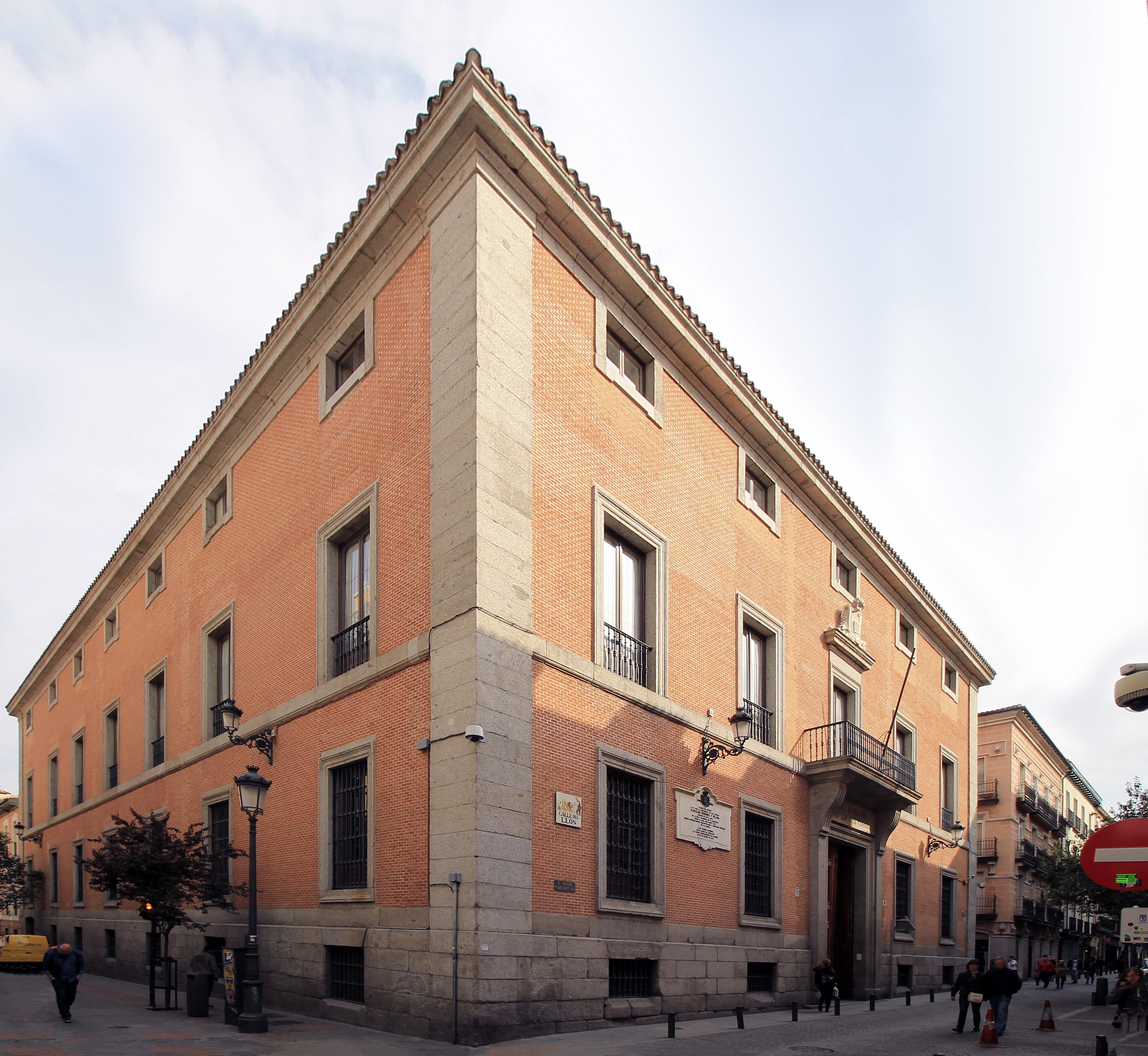
Sede de la Real Academia de la Historia. Esta institución pidió al Gobierno en 1962 que se recuperase el Camino de Santiago.

La crisis de la peregrinación jacobea durante el siglo XIX y primeras décadas del XX causó que casi se olvidase el uso de las antiguas rutas como vías para llegar a Compostela. El camino original consiguió pervivir y mayoritariamente evolucionó de dos maneras: en las áreas llanas fue asfaltado y convertido en carretera, mientras que en las zonas de relieve quebrado se mantuvo inalterado por la dificultad que su perfil presentaba para el tráfico rodado. Con todo, algunos tramos desaparecieron a causa de concentraciones parcelarias, pantanos, líneas de ferrocarril o fueron ocupados directamente por construcciones.
Un hito decisivo en su recuperación lo marcó la citada obra de Vázquez de Parga, Lacarra y Uría, publicada en 1949 y donde estos historiadores estudiaron con detalle el trazado que seguían los caminos desde Roncesvalles y Somport; el que discurría por la costa cantábrica, el que unía Oviedo con Santiago, así como los principales caminos en Francia. Este trabajo y los publicados por Kingsley Porter y Goddard King fueron decisivos para que desde la Real Academia de la Historia se pidiese al gobierno en 1962 que:

...por los Ministerios de Educación Nacional, Obras Públicas e información y Turismo se elabore un plan conjunto, que incluyese: el cuidado y reparación de los edificios (iglesias y antiguos hospitales) del Camino, aun aquellos hasta ahora no protegidos por el Patrimonio Artístico; la mejora y reparación urgente de las carreteras en la zona o faja por donde discurría el Camino y su señalización conveniente, según en algunas provincias se ha iniciado; y por fin, la habilitación de hospedajes en construcciones viejas o de nueva planta: y, al propio tiempo, la edición y divulgación de libros y folletos para el conocimiento de cuanto supuso en la historia de la cultura y del arte de Europa el Camino de Santiago y los restos que de él permanecen.

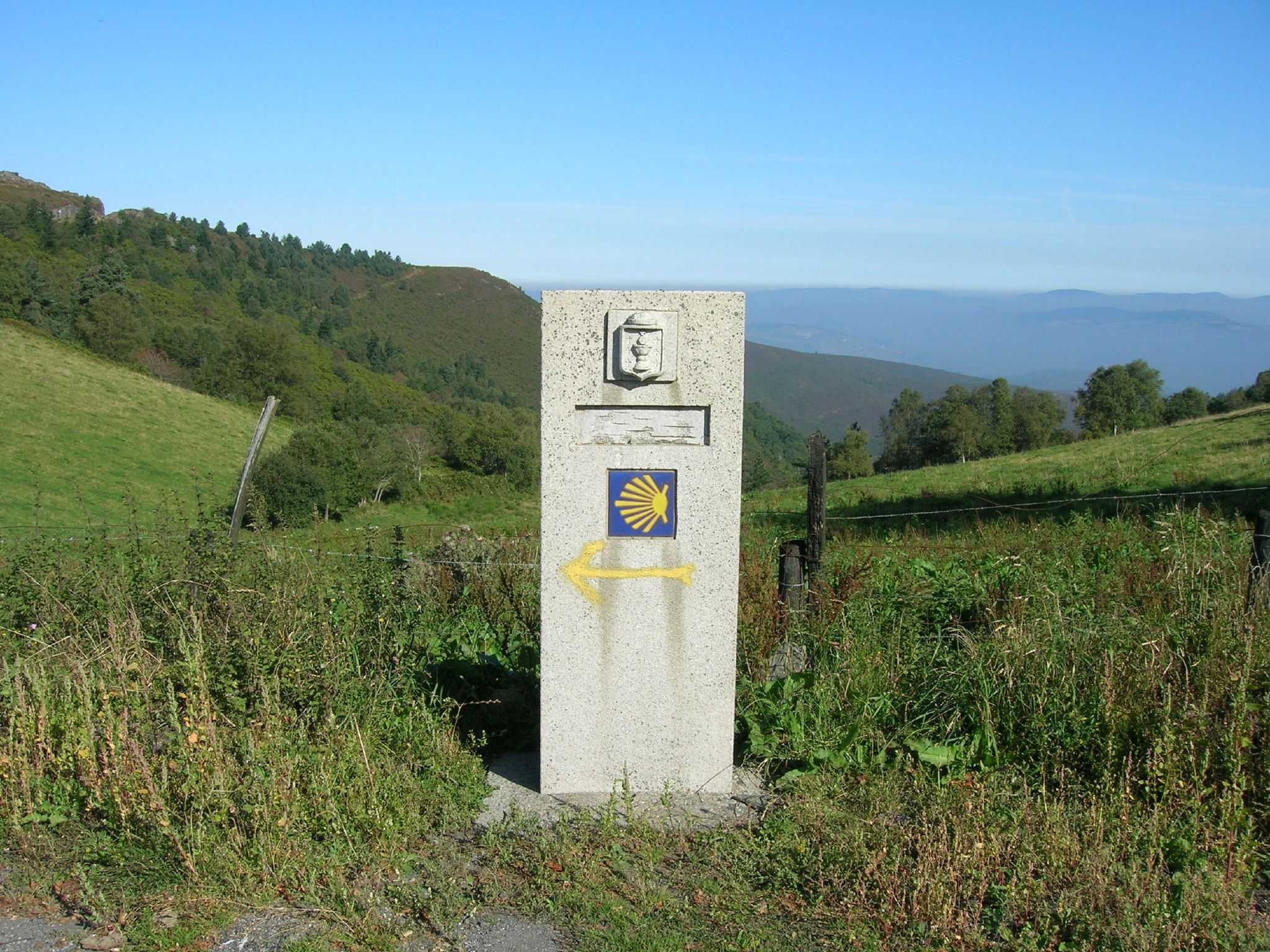
Mojón indicativo del Camino de Santiago. Aparece en él la flecha amarilla ideada por Elías Valiña para señalizarlo.

La petición fue rápidamente atendida ese mismo año y en una doble vertiente. Por un lado, el Ministerio de Obras Públicas comenzó a reparar y acondicionar las carreteras afectadas para conseguir un itinerario que enlazase las poblaciones del Camino. A su entrada se instaló un cartel informando de esta particularidad, además de los monumentos existentes en ellas y la distancia que las separaba de Compostela. Por otro, se aprobó el decreto 2224/1962 que declaraba «Conjunto Histórico-Artístico el llamado Camino de Santiago, comprendiendo en esta declaración los lugares, edificios y parajes conocidos y determinados actualmente y todos aquellos otros que en lo sucesivo se fijen y delimiten». El mismo decreto creó un patronato que, después de un estudio, catalogó las poblaciones por las que pasaba el Camino. Tras estas actuaciones y con motivo del Año Santo de 1965, se editó la primera guía moderna del Camino de Santiago que incluía un plano esquemático desplegable y que se reeditó el siguiente Año Santo de 1971.
Es de señalar que tanto las actuaciones realizadas como la guía editada por la Administración estaban pensadas para un desplazamiento mediante automóvil o autobús y que los escasos peregrinos que viajaban andando tenían que buscar su propia manera de llegar de una población a otra. Un primer intento de establecer un itinerario que pudiese ser recorrido de esta manera se realizó ese Año Jacobeo de 1965, cuando 166 jóvenes de la O.J.E. hicieron una peregrinación a pie recorriendo los más de 800 km desde Somport y Roncesvalles hasta Compostela. Para diseñar el recorrido utilizaron la relación de poblaciones que reseñaba el Codex Calixtinus y prepararon una marcha dividida en 39 etapas. Durante ella fueron recopilando datos sobre distancias parciales, cruces, alturas, etc. con los que se pudo elaborar una cartografía muy detallada y práctica que describía el camino para ser recorrido a pie punto por punto. Con los datos recabados se editó una guía que tuvo una escasa difusión, y no fue hasta principios de los años 1980 cuando un grupo de personas, lideradas por el párroco Elías Valiña, recopiló la información necesaria para crear una nueva que, publicada en 1982, fue la que se utilizó hasta 1992, cuando aparecieron otras más. Este mismo religioso comenzó, también en 1984, a señalizar la ruta con unas características flechas amarillas realizadas con pintura que se empleaba para marcar obras en la carretera.

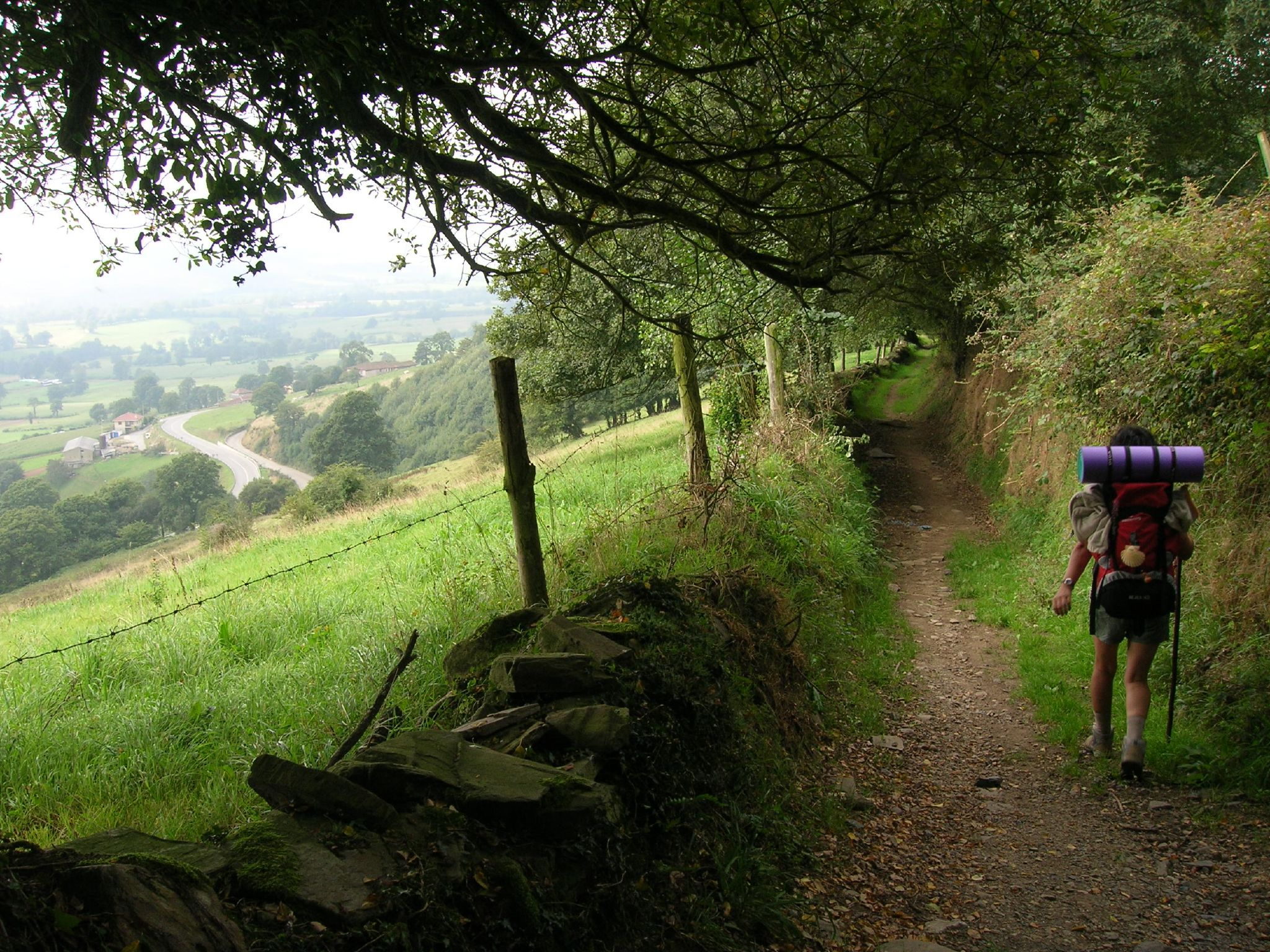
El Camino de Santiago primitivo. Para evitar el peligro de caminar por la carretera, se habilitaron senderos cercanos.

Pronto fue evidente el peligro que suponía para los peregrinos el caminar por las carreteras en los tramos en los que estas coincidían con el camino histórico. Esto hizo que se buscasen o acondicionasen senderos para evitar este tránsito. Otro elemento que hubo que mejorar fue la señalización dentro de las ciudades, ya que era difícil encontrar la ruta correcta para atravesarlas. Igualmente se trabajó en la reparación de puentes en mal estado, limpieza de tramos intransitables por la maleza y en la colocación de monolitos indicadores con el símbolo de la concha peregrina.
Para hacer viable el tránsito por los caminos recuperados, fue también necesario establecer una infraestructura de refugios y albergues. Mientras los primeros consistían en sencillos sitios cubiertos, con fuente de agua, donde parar y descansar, los segundos eran lugares donde asearse y pernoctar. Para los albergues se buscó que no estuviesen separados por más de 20−25 km y que contasen, al menos, con camas, sillas, mesas, servicios, duchas y lavaderos; se estableció la figura del hospitalero para su limpieza, conservación, dar atención al peregrino y velar por el cumplimiento de las normas. Finalmente, su financiación debía ser cubierta por las aportaciones voluntarias de los peregrinos que los usasen. Aparte de estas instalaciones, se solicitó asimismo la colaboración de los establecimientos de hostelería existentes para que ofreciesen precios más económicos, principalmente con la comida, surgiendo el denominado «menú del peregrino».
En España, la labor de las Asociaciones de Amigos de Santiago y de las Administraciones ha sido ingente desde la década de 1990, y en 2018 se cuenta con una extensa red de caminos que, partiendo de numerosas zonas del país, permiten acceder al clásico Camino de Santiago. Además de estos, existen los que llegan directamente a Compostela sin conectar con el anterior. La Federación Española de Asociaciones de Amigos del Camino de Santiago los tiene numerados y los que son diferentes al Camino Francés los agrupa por áreas geográficas. En su página web ofrece una detallada información de cada uno, con su historia, cartografía general y detallada, la división en etapas —incluyendo las posibles variantes—, así como una relación de las poblaciones por donde pasan indicando los km restantes a Santiago y los servicios que se pueden encontrar, especialmente los alojamientos.
Cada uno de los caminos es cuidado por las Asociaciones de Amigos existentes en las áreas geográficas por donde discurren. Sus integrantes se encargan, de manera desinteresada y altruista, de establecer su trazado, marcarlo y señalizarlo, así como procurar que exista una mínima infraestructura de alojamiento que cubra todo el recorrido. Cuentan con una cartografía realizada por el I.G.N. que, desde 1965, ha ido editando mapas con esta temática. El último de ellos apareció en 2014 y mostraba los caminos en España a escala 1:1250 000 y numerados del 1 al 34 si bien, para 2018, la numeración ha sido ampliada —desde el 1 hasta el 46— y en algunos casos, cambiada.

### El Camino de Santiago entre Roncesvalles/Somport y Compostela

Trazado del Camino de Santiago francés. Es, con diferencia, el más transitado por los peregrinos; en especial su tramo entre Sarria y Santiago de Compostela.

El clásico Camino de Santiago es denominado actualmente como «Camino de Santiago Francés». La Federación Española lo separa en tres tramos: el «tramo navarro» que representa el cruce de los Pirineos por Roncesvalles; el «tramo aragonés» que lo hace por Somport y luego el tramo desde Puente la Reina —donde se unen ambos— hasta Compostela. Para su trazado, se ha intentado ser lo más fiel posible a lo descrito en el Codex Calixtinus. Su distancia total es de ca. 790 km comenzando en San Juan Pie de Puerto y ca. 830 km si se hace desde Somport. Presenta un perfil muy quebrado en algunas zonas, lo que hace que, entre San Juan Pie de Puerto y Compostela, los tramos de subida asciendan un acumulado de ca. 10 200 m y los de bajada desciendan un acumulado de ca. 10 100 m. Se pueden distinguir en él diferentes partes según el ámbito geográfico que atraviesa:

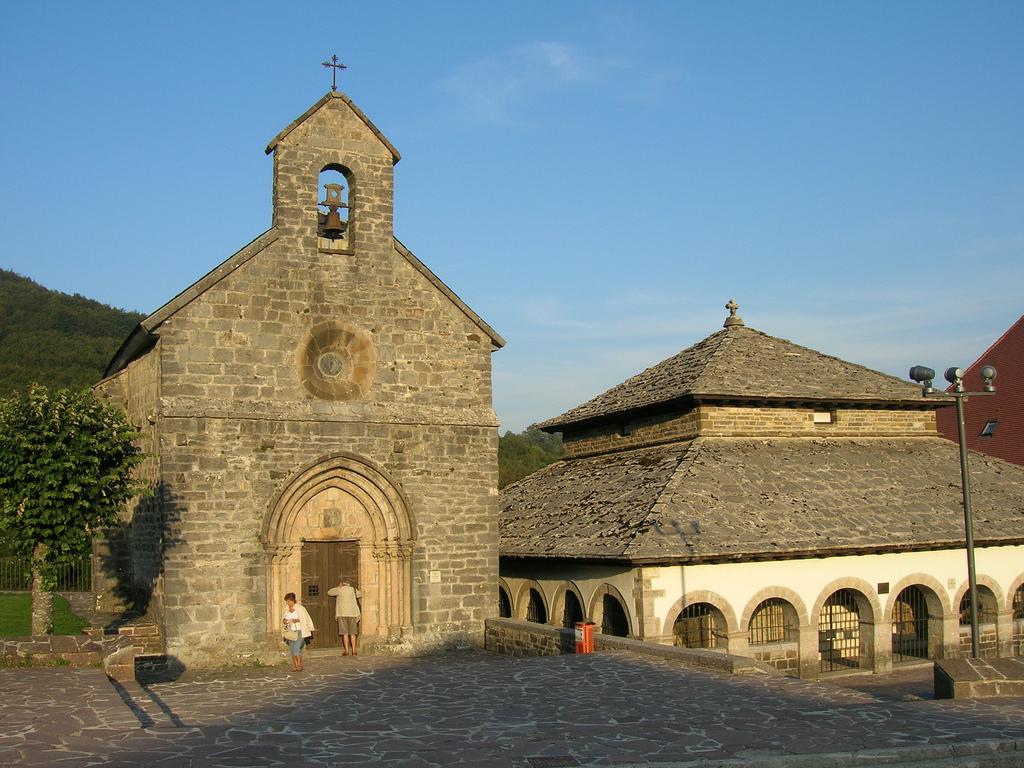
Iglesia de Santiago (Roncesvalles).

- El cruce de los Pirineos (ca. 95 km / ca. 150 km). Desde San Juan, sube por el desfiladero de Roncesvalles o bien por una senda más al este que pasa junto a las ruinas del Château Pignon. Ambos se unen en el puerto de Ibañeta tras lo cual el camino desciende a Burguete y continúa por Espinal y Viscarret para llegar a Zubiri a orillas del río Arga. Sigue, entonces, el valle de este río y por Larrasoaña y Anchóriz llega a Pamplona. Abandona la ciudad por Zizur Mayor y se dirige hacia la sierra del Perdón para entrar en el valle del Ebro.[238] La opción por Somport desciende la montaña siguiendo al río Aragón y tras Jaca, continúa por su valle en el que bordea por el norte el embalse de Yesa, discurriendo al pie de la sierra de Leyre. Desde Yesa prosigue por Liédena hasta llegar al valle de Ibargoiti. Después, bordea por el norte la sierra de Alaiz y siguiendo el cauce del río Robo alcanza Puente la Reina.[239]

- El valle del Ebro (ca. 160 km). Ambos caminos se unen a la entrada del valle del Ebro en Puente la Reina. En esta población, la ruta cruza el río Arga para proseguir por Mañeru, Cirauqui, Lorca y Villatuerta hasta llegar a Estella, donde atraviesa el río Ega. Avanza por el valle a través de Irache, Los Arcos y Viana hasta alcanzar Logroño, donde franquea el río Ebro y continúa por Navarrete, Nájera, Santo Domingo de la Calzada, Belorado y Villafranca hasta los montes de Oca, por donde entra en la Meseta Norte.[240]

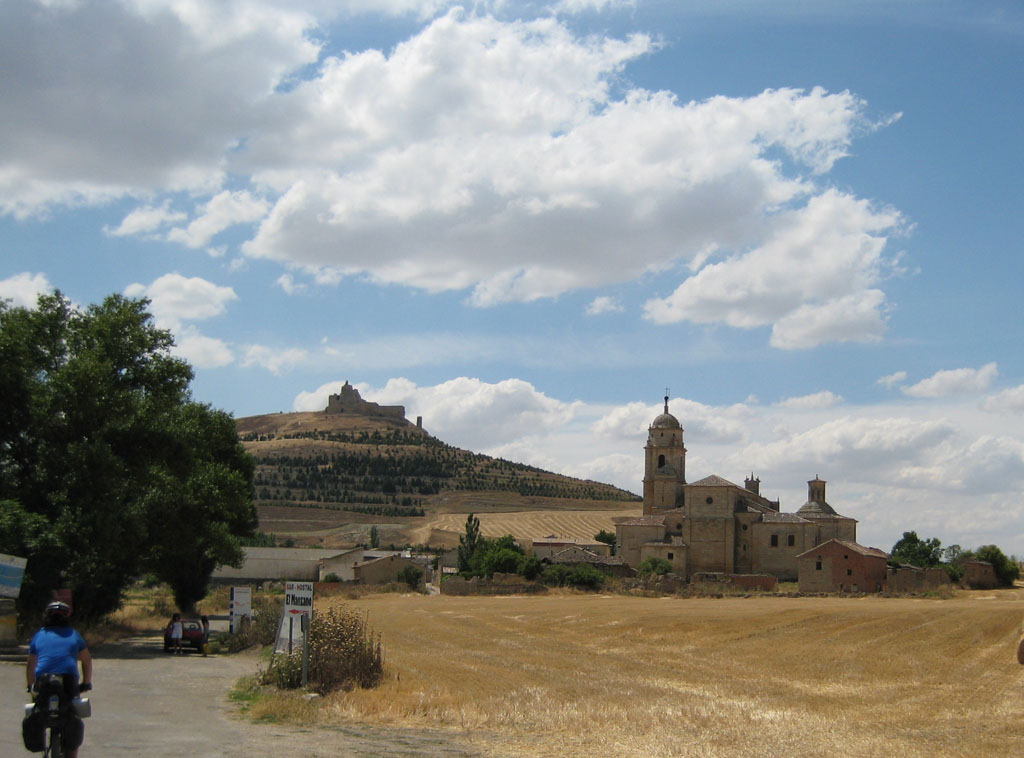
Entrada en Castrojeriz.

- La Meseta (ca. 300 km). Es el tramo más largo y su perfil es predominantemente llano. A poco de entrar, atraviesa la pequeña sierra de Atapuerca y llega a Burgos. Sale de la ciudad por Villalbilla y cruza los ríos Arlanzón y Úrbel. Continúa por Hornillos y Castrojeriz, tras lo que franquea el Odra y el Pisuerga para llegar a Boadilla y entrar en Tierra de Campos. En esta comarca pasa por Frómista, Revenga, Carrión y Calzadilla. Luego se dirige a León por Sahagún, El Burgo Ranero y Mansilla, donde cruza el río Esla. El último tramo une la ciudad con Astorga por La Virgen del Camino, Villadangos, Hospital de Órbigo y San Justo.[240]

- El Bierzo (ca. 100 km). Es un tramo con gran desnivel. Sube desde Astorga hasta el puerto de Foncedabón y desciende, de manera pronunciada, para entrar en el Bierzo, que atraviesa por Ponferrada y Villafranca, tras lo que asciende junto al río Valcarce y abandona la comarca por La Laguna.[240]

Peregrinos en Arzúa.

- Galicia (ca. 160 km). Dentro de esta región transita, primero, por la comarca de Ancares, en donde pasa por El Cebrero y Fonfría. La siguiente comarca por donde discurre es la de Sarria, notable porque su principal población sirve como punto de partida para un gran número de peregrinos al restar poco más de 100 km para llegar a Compostela. En este último tramo, el camino se dirige a Puertomarín para atravesar el Miño, tras lo que, por Palas de Rey, llega a Mellid. Continúa por Arzúa y Pedrouzo, bordea por el norte el aeropuerto, pasa por Lavacolla y entra en Santiago de Compostela por el este.[240]

Es, con diferencia, la ruta jacobea más transitada que existe y en 2017 fue utilizada por unos 180 000 peregrinos, el 60 % de los que llegaron a Compostela. Estos comenzaron su recorrido en diversos puntos, principalmente en Sarria —a 114 km de su final—, donde lo hicieron el 44 % de ellos. Otros lugares habituales fueron San Juan Pie de Puerto/Roncesvalles (22 %); León (6 %); El Cebrero (6 %) y Ponferrada (4 %). El inicio en Somport parece no atraer a muchos peregrinos, y en él comenzaron su viaje solo 396 personas.
A lo largo de su recorrido, recibe un buen número de rutas jacobeas que desembocan en diferentes puntos de su trazado:

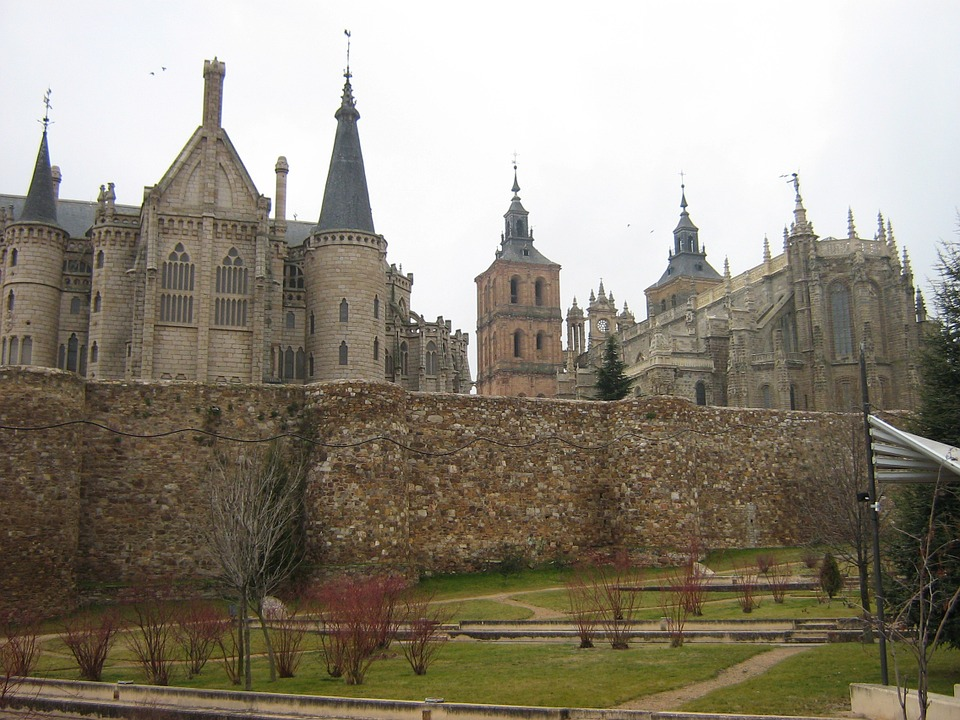
Astorga es un histórico cruce de caminos.

- El «Camino de Montserrat» en Santa Cilia de Jaca —dentro del tramo aragonés— a 787 km de Compostela.
- El «Camino de Baztán» en Pamplona, a 696 km de Compostela.
- El «Camino del Ebro» en Logroño, a 602 km de Compostela.
- El «Camino Vasco del Interior» —una versión de la Vía de Bayona— en Santo Domingo de la Calzada, a 552 km de Compostela.
- La «Vía de Bayona» en Burgos, a 481 km de Compostela.
- El «Camino de la Lana», igualmente en Burgos.
- El «Camino del Valle del Mena», también en Burgos.
- La «Calzada de los Blendios» en Carrión de los Condes, a 397 km de Compostela.
- El «Camino de Madrid» en Sahagún, a 358 km de Compostela.
- La «Ruta Vadiniense» en Mansilla de las Mulas, a 322 km de Compostela.
- La «Vía de la Plata» en Astorga, a 256 km de Compostela.
- El «Camino Olvidado» en Villafranca del Bierzo, a 181 km de Compostela.
- El «Camino del Norte», en Arzúa, a 38 km de Compostela.

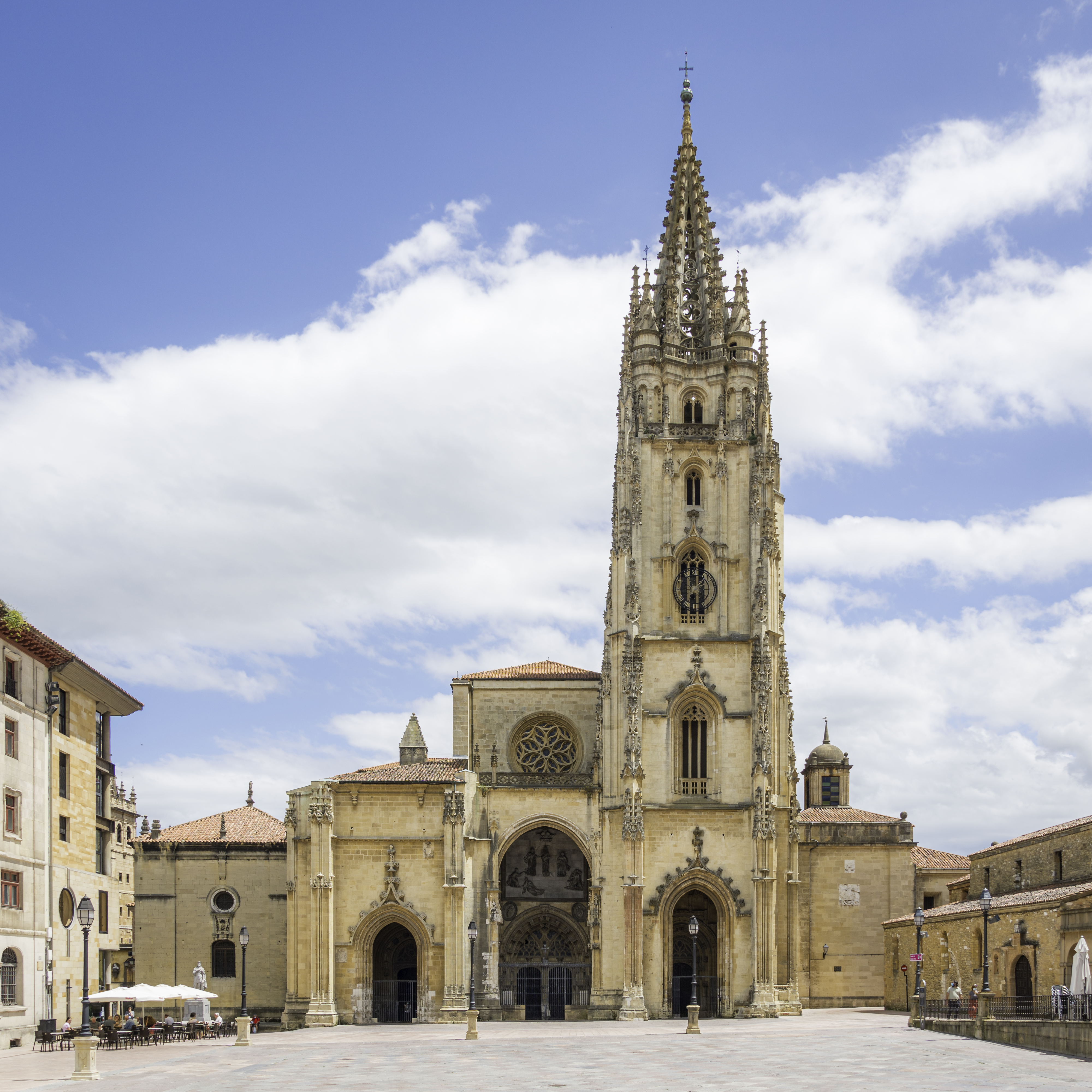
Catedral de Oviedo. Desde León parte el «Camino de El Salvador» que permite su visita y continuar a Compostela por el Camino Primitivo.

Por otro lado, parten de él dos caminos:
- En León (a 304 km) comienza el «Camino del Salvador» que se dirige a Oviedo y permite visitar el Arca Santa situada en su catedral.
- En Ponferrada (a 204 km) se inicia el «Camino de invierno» cuyo último tramo —desde Lalín— es compartido con el «Camino Sanabrés» hasta llegar a Compostela.

Además, comparte sus últimos 50 km con el «Camino Primitivo» que llega desde Oviedo.
Cuenta con una infraestructura acorde al elevado tránsito que soporta. Entre San Juan Pie de Puerto y Santiago (sin incluir los de esta ciudad) existían —en 2018— un total 455 albergues que ofrecían cerca de 17 400 plazas. La separación entre los puntos con albergues es reducida —una media de 5 km—, siendo la mayor distancia existente los 17 km que se dan entre Carrión y Calzadilla. Destacan por el número de plazas las poblaciones de Sarria (705), Puertomarín (584), León (578), Palas de Rey (569) y Arzúa (564).

### Otros Caminos de Santiago
Desde que se recuperó el Camino de Santiago en los años 1980, las asociaciones de voluntarios han continuado su trabajo para hacer lo mismo con un buen número de rutas dentro de la península que permiten acceder al camino principal, además de alguna que llega directamente a Compostela. Esto ha permitido que actualmente —2021— existan cerca de 50 caminos históricos recuperados y señalizados que recorren más de 5000 km dentro de España. El mismo proceso se ha seguido en casi todos los países europeos, de tal manera que la cifra se eleva a cerca de 280 caminos con un recorrido de unos 80 000 km. Destacan en este sentido Francia (45 caminos con 17 700 km), Alemania (47 caminos con 11 000 km) e Italia (30 caminos con 11 000 km). Es de señalar la circunstancia que, dentro de algunos países europeos, son utilizados también para peregrinar a otros destinos, como por ejemplo en Dinamarca, donde el Hærvejen, en dirección norte, es parte de los «caminos de San Olaf» que conducen a Trondheim, mientras que, hacia el sur, se dirige a Compostela.
La Federación Española los divide en once grupos: el propio «Camino francés», los «Caminos de Galicia», «del norte», «andaluces», «del centro», «del este», «catalanes», «del sureste», «insulares», «europeos» y «marítimos». También se pueden separar en dos categorías: aquellos que finalizan directamente en Santiago de Compostela y los que desembocan en otros caminos y continúan por ellos hasta llegar a la ciudad gallega. Estos últimos permiten realizar la peregrinación partiendo desde casi todas las áreas geográficas del país.

Caminos de Santiago en España
Caminos de Santiago en Portugal
Caminos de Santiago en Francia
Caminos de Santiago en Centroeuropa
Caminos de Santiago en Italia

| Otros Caminos de Santiago directos a Compostela | Otros Caminos de Santiago directos a Compostela | Otros Caminos de Santiago directos a Compostela | Otros Caminos de Santiago directos a Compostela | Otros Caminos de Santiago directos a Compostela |
| Cód.                                            | Denominación                                    | Inicio                                          | Final                                           | km                                              |
| ----------------------------------------------- | ----------------------------------------------- | ----------------------------------------------- | ----------------------------------------------- | ----------------------------------------------- |
| ES05a                                           | Camino Primitivo                                | Oviedo                                          | Santiago de Compostela                          | 313                                             |
| ES02a                                           | Camino Portugués desde Tuy                      | Tuy                                             | Santiago de Compostela                          | 115                                             |
| ES06a                                           | Camino Inglés                                   | Ferrol / La Coruña                              | Santiago de Compostela                          | 110 / 96                                        |
| ES17a                                           | Camino de Invierno                              | Ponferrada                                      | Santiago de Compostela                          | 254                                             |
| ES16a                                           | Camino Sanabrés                                 | Zamora                                          | Santiago de Compostela                          | 412                                             |
| ES07a                                           | Camino a Finisterre                             | Santiago de Compostela                          | Finisterre                                      | 90                                              |

| Caminos de Santiago indirectos en España | Caminos de Santiago indirectos en España | Caminos de Santiago indirectos en España | Caminos de Santiago indirectos en España | Caminos de Santiago indirectos en España | Caminos de Santiago indirectos en España                                                                                           | Caminos de Santiago indirectos en España |
| Cód.                                     | Denominación                             | Inicio                                   | Final                                    | km                                       | Continuación a Compostela | Total km                                 |
| ---------------------------------------- | ---------------------------------------- | ---------------------------------------- | ---------------------------------------- | ---------------------------------------- | --- | ---------------------------------------- |
| ES18a                                    | Camino Portugués de la costa             | La Guardia                               | Redondela                                | 77                                       | Camino Portugués Redondela–Santiago (83 km)                                                                                        | 160                                      |
| ES04b                                    | Vía de la Plata                          | Zamora                                   | Astorga                                  | 133                                      | Camino Francés Astorga–Santiago (256 km)                                                                                           | 389                                      |
| ES28a                                    | Camino del Salvador                      | León                                     | Oviedo                                   | 116                                      | Camino Primitivo (313 km) | 429                                      |
| ES29a                                    | Ruta Vadiniense                          | Santo Toribio                            | Mansilla                                 | 148                                      | Camino Francés Mansilla–Santiago (332 km)                                                                                          | 480                                      |
| ES45a                                    | Camino Lebaniego                         | San Vicente                              | Santo Toribio                            | 66                                       | Ruta Vadiniense Sto.Toribio–Mansilla (148 km) Camino Francés Mansilla–Santiago (322 km)                                            | 536                                      |
| ES30a                                    | Calzada de los Blendios                  | Suances                                  | Carrión                                  | 188                                      | Camino Francés Carrión–Santiago (397 km)                                                                                           | 585                                      |
| ES12a                                    | Camino de Madrid                         | Madrid                                   | Sahagún                                  | 324                                      | Camino Francés Sahagún–Santiago (359 km)                                                                                           | 683                                      |
| ES11a                                    | Camino Olvidado                          | Bilbao                                   | Villafranca                              | 509                                      | Camino Francés Villafranca–Santiago (181 km)                                                                                       | 690                                      |
| ES49a                                    | Camino Mendocino                         | Guadalajara                              | Manzanares                               | 98                                       | Camino de Madrid Manzanares–Sahagún (271 km) Camino Francés Sahagún–Santiago (359 km)                                              | 728                                      |
| ES20a                                    | Camino Vasco del Interior                | Irún                                     | Sto. Domingo                             | 192                                      | Camino Francés Sto.Domingo–Santiago (552 km)                                                                                       | 744                                      |
| ES31a                                    | Camino del Valle del Mena                | Bilbao                                   | Burgos                                   | 168                                      | Camino Francés Sto.Domingo–Santiago (481 km)                                                                                       | 753                                      |
| ES32a                                    | Vía de Bayona                            | Bayona                                   | Burgos                                   | 283                                      | Camino Francés Burgos–Santiago (481 km)                                                                                            | 764                                      |
| ES21a                                    | Camino Castellano–Aragonés               | Gallur                                   | Mamolar                                  | 230                                      | Camino de la Lana Mamolar–Burgos (65 km) Camino Francés Burgos–Santiago (481 km)                                                   | 776                                      |
| ES33a                                    | Camino de Baztán                         | Bayona                                   | Villava                                  | 102                                      | Camino Francés Villava–Santiago (701 km)                                                                                           | 803                                      |
| ES43a                                    | Camino de la Santa Cruz                  | San Clemente                             | Quintanar                                | 72                                       | Camino del Sureste Quintanar–Benavente (445 km) Vía de la Plata Benavente–Astorga (66 km) Camino Francés Astorga–Santiago (256 km) | 839                                      |
| ES10b                                    | Camino Mozárabe desde Córdoba            | Córdoba                                  | Mérida                                   | 248                                      | Vía de la Plata Mérida–Astorga (345 km) Camino Francés Astorga–Santiago (256 km)                                                   | 849                                      |
| ES34a                                    | Camino Manchego                          | Ciudad Real                              | Toledo                                   | 136                                      | Camino de Levante Toledo–Zamora (330 km) Vía de la Plata Zamora–Astorga (133 km) Camino Francés Astorga–Santiago (256 km)          | 855                                      |
| ES03a                                    | Camino del Norte                         | Hendaya                                  | Arzúa                                    | 828                                      | Camino Francés Arzúa–Santiago (39 km)                                                                                              | 867                                      |
| ES48a                                    | Camino de los Austrias                   | Pamplona                                 | Oviedo                                   | 577                                      | Camino Primitivo (313 km) | 890                                      |
| ES04a                                    | Vía de la Plata                          | Sevilla                                  | Zamora                                   | 567                                      | Vía de la Plata Zamora–Astorga (133 km) Camino Francés Astorga–Santiago (256 km)                                                   | 956                                      |
| ES10d                                    | Camino Mozárabe desde Jaén               | Jaén                                     | Mérida                                   | 385                                      | Vía de la Plata Mérida–Astorga (345 km) Camino Francés Astorga–Santiago (256 km)                                                   | 986                                      |
| ES35a                                    | Camino Sur de Huelva                     | Huelva                                   | Zafra                                    | 186                                      | Vía de la Plata Zafra–Astorga (553 km) Camino Francés Astorga–Santiago (256 km)                                                    | 995                                      |
| ES09a                                    | Camino del Sureste                       | Alicante                                 | Benavente                                | 751                                      | Vía de la Plata Benavente–Astorga (66 km) Camino Francés Astorga–Santiago (256 km)                                                 | 1007                                     |
| ES10c                                    | Camino Mozárabe desde Granada            | Granada                                  | Mérida                                   | 419                                      | Vía de la Plata Mérida–Astorga (345 km) Camino Francés Astorga–Santiago (256 km)                                                   | 1020                                     |
| ES14a                                    | Camino del Ebro                          | La Rápita                                | Logroño                                  | 452                                      | Camino Francés Logroño–Santiago (602 km)                                                                                           | 1054                                     |
| ES25a                                    | Camino de Sagunto                        | Sagunto                                  | Tozalmoro                                | 394                                      | Camino Castellano–aragonés (115 km) Camino de la Lana desde Mamolar (65 km) Camino Francés desde Burgos (481 km)                   | 1055                                     |
| ES10e                                    | Camino Mozárabe desde Málaga             | Málaga                                   | Mérida                                   | 469                                      | Vía de la Plata Mérida–Astorga (345 km) Camino Francés Astorga–Santiago (256 km)                                                   | 1070                                     |
| ES37a                                    | Camino de la Lana desde Valencia         | Valencia                                 | Monteagudo                               | 204                                      | Camino de la Lana (406 km) Camino Francés Burgos–Santiago (481 km)                                                                 | 1091                                     |
| ES23a                                    | Camino de Castellón                      | Castellón                                | Fuentes                                  | 280                                      | Camino del Ebro Fuentes–Logroño (218 km) Camino Francés Logroño–Santiago (602 km)                                                  | 1100                                     |
| ES22a                                    | Camino de Montserrat                     | Montserrat                               | Santa Cilia                              | 316                                      | Camino Francés Sta. Cilia–Santiago (787 km)                                                                                        | 1103                                     |
| ES36a                                    | Vía Augusta desde Cádiz                  | Cádiz                                    | Sevilla                                  | 171                                      | Vía de la Plata Sevilla–Astorga (700 km) Camino Francés Astorga–Santiago (256 km)                                                  | 1127                                     |
| ES24b                                    | Camino Catalán desde Barcelona           | Barcelona                                | Montserrat                               | 66                                       | Camino Catalán Montserrat–Fuentes (258 km) Camino del Ebro Fuentes–Logroño (218 km) Camino Francés Logroño–Santiago (602 km)       | 1144                                     |
| ES44a                                    | Camino del Sureste desde Cartagena       | Cartagena                                | Pétrola                                  | 218                                      | Camino del Sureste Pétrola–Benavente (617 km) Vía de la Plata Benavente–Astorga (66 km) Camino Francés Astorga–Santiago (256 km)   | 1157                                     |
| ES13a                                    | Camino de la Lana desde Alicante         | Alicante                                 | Burgos                                   | 677                                      | Camino Francés Burgos–Santiago (481 km)                                                                                            | 1158                                     |
| ES15a                                    | Ruta del Algar                           | Lorca                                    | Mora                                     | 411                                      | Camino de Levante Mora–Zamora (370 km) Camino Sanabrés Zamora–Santiago (412 km)                                                    | 1193                                     |
| ES08a                                    | Camino de Levante                        | Valencia                                 | Zamora                                   | 800                                      | Camino Sanabrés Zamora–Santiago (412 km)                                                                                           | 1212                                     |
| ES10a                                    | Camino Mozárabe desde Almería            | Almería                                  | Mérida                                   | 618                                      | Vía de la Plata Mérida–Astorga (345 km) Camino Francés Astorga–Santiago (256 km)                                                   | 1219                                     |
| ES24a                                    | Camino Catalán desde San Pedro           | San Pedro                                | Fuentes                                  | 494                                      | Camino del Ebro Fuentes–Logroño (218 km) Camino Francés Logroño–Santiago (602 km)                                                  | 1314                                     |

## Reconocimientos

La Unesco ha otorgado a varios Caminos de Santiago el título de Patrimonio de la Humanidad.

El Camino de Santiago ha recibido varios reconocimientos desde la década de 1980.
En 1987, el Consejo de Europa lo designó como Itinerario Cultural Europeo y destacó que:

Durante siglos, los peregrinos pudieron descubrir nuevas tradiciones, nuevas lenguas y nuevos estilos de vida, y regresaban a su país con una rica identidad cultural, fenómeno poco habitual en una época en que los viajes de larga distancia exponían al viajero a grandes peligros. Así pues, las rutas del Camino de Santiago son un símbolo, al reflejar casi mil años de historia europea y servir de modelo de cooperación cultural para toda Europa.

En 1993, 1998, y 2015, la Unesco ha concedido el título de Patrimonio de la Humanidad, respectivamente, al Camino Francés, los Caminos de Santiago en Francia así como a varios caminos de Santiago en el norte de España. De ellos señaló que:

El Camino de Santiago ha sido un lugar de encuentro para los peregrinos jacobeos desde que surgió hace unos once siglos. Ha facilitado un diálogo cultural constante entre los peregrinos y las comunidades por las que transitaban. También fue un importante eje comercial y una vía para la difusión del conocimiento, apoyando el desarrollo económico y social a lo largo de sus itinerarios. Incluye un magnífico conjunto de construcciones históricas creadas para satisfacer las necesidades de los peregrinos como iglesias, hospitales, albergues, monasterios, puentes y otras estructuras, muchas de las cuales dan testimonio de lo artístico y arquitectónico. Paisajes naturales excepcionales, así como un rico patrimonio cultural inmaterial, también sobreviven hasta nuestros días.

En 2004, la Fundación Príncipe de Asturias le concedió su premio Príncipe de Asturias de la Concordia resaltando que:

La peregrinación jacobea, generadora de una extraordinaria vitalidad espiritual, social, cultural y económica, se ha convertido, en sus 1200 años de historia, en un símbolo de fraternidad entre los pueblos y auténtico eje vertebrador de la primera conciencia común de Europa.

Ese mismo año, el Consejo de Europa lo elevó a la categoría de «Gran Itinerario Cultural Europeo» afirmando que en él se veía representado:

el significado del ser humano en sociedad, las ideas de libertad y de justicia (...), un espacio de tolerancia, del conocimiento y de la solidaridad, un espacio de diálogo y reunión.

## Anexos del artículo
- Rutas jacobeas medievales
- Caminos de Santiago en Europa

## Herramientas geográficas utilizadas en el artículo
- Instituto Geográfico Nacional de España. Mapa Topográfico Nacional [mapa], edición Visor SignA, 1:25 000 y 1:200 000.  (2018)   Consultado el 3 de marzo. Archivado el 6 de marzo de 2019 en Wayback Machine.
- Institut National de l’Information Géographique et Forestiére. Carte IGN [mapa], edición Visor Géoportail.  (2018)   Consultado el 3 de marzo.
- Universidad de Lund. Digital Atlas of the Roman Empire [mapa].  (2018)   Consultado el 3 de marzo. Archivado el 8 de agosto de 2017 en Wayback Machine.
- René Voorburg. Omnes Viae [mapa].  (2018)   Consultado el 3 de marzo.
- Outdooractive GmbH & Co. KG. Outdooractive [mapa].  (2018)   Consultado el 3 de marzo.